# BIG MOM海賊團
BIG MOM海賊團（ビッグ・マム海賊団）是尾田榮一郎創作的日本漫畫《ONE PIECE》中著名的一個海賊團。

## 組織概要
由四皇「BIG MOM」夏洛特·莉莉率領的海賊團，是以真正親人「夏洛特家族」為中心所構成的，85名子女中有77名先後為海賊團成員，而最強的三位子女被封為「甜點三將星」。海賊旗幟圖案是個禮帽和衣領綴有絨毛，抹著口紅、拿著樹枝的骷髏。主船為「女王·媽媽·聖歌號」，部分的成年子女擁有自己頭像的分艦。目前佔據一個「路標歷史本文」以及兩個普通的歷史本文。和百獸海賊團結成海賊同盟。
根據地位於新世界「萬國」（Totto Land），其中有34名子女擔任萬國旗下島嶼的管理大臣，大臣當中11位是女兒（1位候補大臣），23位是兒子。該海域內擁有海蛞蝓（Territorial Sea Slugs）再搭配34座小島旁的果子塔軍艦（Tartes）一起監控整個萬國。由於BIG MOM的靈魂果實可將對他人徵收的壽命寄宿在各式各樣的動植物和物件內，使之擬人化成為「歡樂友人（霍米茲）」，以此讓萬國的景緻更為豐富。由於BIG MOM嗜吃甜點的緣故，旗下的領地多為甜點聞名的國家，這些國家必須定期進貢甜點給BIG MOM，若繳不出甜點就會遭到亡國的命運。也與地下世界的帝王們關係良好，常邀他們來參加茶會。
BIG MOM有43位前夫；從18歲開始一直到60歲之間43年內不間斷的懷孕誕下1～10位（最高紀錄是10胞胎）不等數量的孩子，一共85位子女，兒子46人加女兒39人，合計是129人的大家庭。擁有業界首屈一指的情報力，再讓子女與世界不同的勢力聯姻來鞏固家族的地位而被稱為「最強家族」，部分已婚的子女亦育有自己的小孩，從而擴大海賊團的陣容。
受到BIG MOM的基因影響，部分子女都比常人高出許多。子女與部下的名字及愛好食物大多數和甜點、食物與西方文化的生活用語有關。設定上參考迪士尼、愛麗絲夢遊仙境及糖果屋。

## 角色介紹

### 船長
夏洛特·莉莉（Charlotte Linlin）
聲優：藤田淑子〈魚人島篇〉→小山茉美〈萬國篇起〉（日本）；許淑嬪（台灣）；林司聰（香港）
年齡：68歲，生日：2月15日，身高：880公分，星座：水瓶座，血型：X型，出生地：偉大的航路，喜歡的食物：甜食，霸氣：見聞色、武裝色、霸王色。
四皇之一，外號「BIG MOM」，同時也是四皇中唯一的女性。BIG MOM海賊團船長、夏洛特家族大家長、「萬國」女王。超人系「靈魂果實」能力者。懸賞金額：43億8,800萬貝里。

### 甜點三將星
甜點三將星（Three Sweet Commanders）是夏洛特家族子女以至BIG MOM海賊團中最強的三位高級幹部，分別為卡塔克利、斯姆吉、慨烈卡，他們實力強悍且懸賞金都突破8億。原為甜點四將星，由於原將星之一的史奈克遭「最惡劣世代」之一的破戒僧海賊團船長「怪僧」烏魯基擊敗後被除名，從而改為三將星。
夏洛特·卡塔克利（Charlotte Katakuri，卡塔庫栗）
聲優：杉田智和（日本）；宋克軍→孫中台（台灣）
年齡：48歲，生日：11月25日，身高：509公分，星座：射手座，血型：XF型，出生地：船上，喜歡的食物：甜食、甜甜圈和紅茶，討厭的食物：熱拉麵，霸氣：見聞色、武裝色、霸王色。
夏洛特家族的第2個兒子（第3個子女），與代佛克、歐本為三胞胎，親生父親為BIG MOM第3任丈夫。BIG MOM海賊團「甜點三將星」之首，萬國裡掌管小麥島（Komugi Island(Wheat Island)）低筋麵粉鎮（Hakuriki Town）的「粉末大臣」（Minister of Flour），為夏洛特家族最受歡迎的哥哥排行榜第一名。懸賞金額：10億5,700萬貝里(REWARD)。特殊超人系「糯糯果實」能力者黏餅人。見聞色霸氣強到可以看見未來。
夏洛特·斯姆吉（Charlotte Smoothie，斯慕吉）
聲優：勝生真沙子（日本）；許淑嬪（台灣）
種族：混血長腳族，年齡：35歲，生日：10月12日，身高：464公分，星座：天秤座，血型：F型，出身地：偉大的航路「萬國」，喜歡的食物：冰沙，討厭的食物：肉，霸氣：武裝色、見聞色。
夏洛特家族的第14個女兒（第35個子女），與希特瓏、希娜蒙為三胞胎，親生父親為BIG MOM第16任丈夫，為第一批降生萬國的子女。BIG MOM海賊團「甜點三將星」之一（三將星中唯一女性），萬國裡掌管百分百島（100% Island）腰果鎮（Kaju Town）的「果汁大臣」（Minister of Juice）。為夏洛特家族最受歡迎的姐姐排行榜第1名。懸賞金額：9億3,200萬貝里。
頭戴圓兜帽，瀏海覆蓋右眼的銀白色波浪長髮，褐色皮膚且身形高挑的美麗女子，右腿有薔薇刺青，背著一把長劍，劍鞘為螺旋造型，隨身武器為手槍。其身手矯健，性情冷酷、殘忍無情地制裁叛逆者，在使用能力時會隨意殺死手下，但其責任心強，察覺到自己大意會向部下坦承疏忽。平常執行任務時，不會將內心想法表現在臉上，但在派對上也會以低姿態接待客人，會將自身能力活用於此，具有極強的社交能力。擁有自己頭像的分艦。其率領的艦隊上搭乘著BIG MOM的許多女兒。
超人系「擰擠果實」能力者脫水人，她可以從生物或物體擰出飲料，也可以吸收用劍砍傷敵人的水分讓敵人全身乾枯而亡，她還可以把擠出的水份存在自己體內，儲存越多身體越大（巨大化後有小山般的大小，速度完全不减），甚至還可以用劍揮出水分（劍氣）來攻擊敵人，破壞力非常強，發揮出接近於BIG MOM朝思暮想的巨人族力量。也能利用能力擰擠自己的肢體，達到排除有害物質的作用。
受BIG MOM通知參與茶會的準備，後來受到塔馬哥男爵得拜託在寶物房裡加強警備保護歷史本文，中途將一位女性殺死，像抹布般擰起來榨成果汁喝，在統整敵人資訊時，因怕麻煩而命令部下封鎖了一部分訊息。參加家族與賓什莫克家的婚禮期間，利用能力將物品和人榨出果汁招待出席的賓客。在杰爾馬的暗殺計畫被搗亂後期間，協同手足們對抗試圖暗殺BIG MOM的同盟，在他們計畫失敗等人逃走時捉住娜美，但大意被麗珠趁隙攻擊，後與伊吉士短暫交鋒過，偕同手足將魯夫、香吉士、杰爾馬66制服在地。在蛋糕城堡崩塌後，偕同手足與軍隊船艦開始包圍西南海岸捉拿的暗殺同盟。在自己頭像的船艦上用劍發動能力榨乾手下將水分存於體內巨大化，揮劍砍出遠程劍氣，擊向在海上逃跑的千陽號（由娜美指揮、吉貝爾掌舵）未果。當千陽號接近可可島時，斯姆吉艦隊繼續追趕草帽海賊團，在魯夫和香吉士回到千陽號之後，斯姆吉艦隊繼續對草帽海賊團進攻，賈吉士命令杰爾馬66船隊開砲攻擊斯姆吉艦隊，幫助草帽一夥逃走。
偕同BIG MOM和海賊團成員前往和之國，使用能力攻擊炮台，在上岸時「百獸海賊團」的KING襲擊隨讓整艘船艦落入海中，除了BIG MOM掉入瀑布中並飄至和之國境內，其餘成員因並未翻船而安然待在和之國近海。在大哥與三哥爭執誰繼承海賊團團長時怒斥他們，認為BIG MOM的能耐不會輕易喪命。金色神樂當天得知與百獸海賊團的結盟，對媽媽的決定非常支持，重新登上瀑布時，被原白鬍子海賊團的馬可再次踢下瀑布，對此表示「還來」。
名字來源取自英語的冰沙（Smoothie）。照原本的設定，斯姆吉吃下的並非「擰擠果實」，而是「果樹果實」。
夏洛特·慨烈卡（Charlotte Cracker，克力架）
聲優：桐本拓哉（日本）；符爽（台灣）
年齡：45歲，生日：2月28日，身高：307公分，星座：雙魚座，血型：X型，出身地：船上，喜歡的食物：餅乾，討厭的食物：泡菜、碳酸飲料，霸氣：武裝色、見聞色。
夏洛特家族的第10個兒子（第15個子女），與卡絲塔德、安哲爾為龍鳳胎，親生父親為BIG MOM第6任丈夫。BIG MOM海賊團「甜點三將星」之一，萬國裡掌管餅乾島（Biscuits Island）脆餅乾鎮（Cookie Town）的「餅乾大臣」（Minister of Biscuit），外號「千手慨烈卡」（Thousand Arms Cracker）。懸賞金額：8億6,000萬貝里。
其本體與其鎧甲塑造的面貌完全不同，很少人能見到他的真面目（就連懸賞單上照到的都只是他的鎧甲），平時是用果實能力製成的鎧甲覆蓋全身，偽裝成蓄著長鬍子且身材高大的中年戰士；但藏身於鎧甲內部的本體是外表是留有三簇紫色頭髮（其中兩簇燃著火焰），右臉部有傷痕且面貌兇惡的中年男子，腰上掛著一把長劍，名為「普瑞札爾」（Pretzel），據他所言此劍是獨一無二的名劍，但當他使用能力讓鎧甲增加手臂的同時，這把劍的數量也會跟著增加，因而被娜美吐槽。對母親以及家族非常忠心，曾為原將星史納克復仇將欲挑戰BIG MOM的烏魯基擊敗，亦非常鄙視背叛的人。十分相信自己的實力，喜歡獨自對付敵人，不喜歡被他人干擾。本身擁有強大的「武裝色霸氣」，以及足以讓誘惑森林歡樂友人枯竭的震懾力。弱點是很怕痛，連打針都怕（似乎因此使他相當專精於武裝色霸氣）。
超人系「餅乾果實」能力者餅乾人，能夠無限製造出餅乾並加以操縱。製造出的餅乾的硬度由慨烈卡決定，萬國的一些建築就是由慨烈卡製造。能造出不同類型的餅乾士兵，即使遠離自身也能行動，餅乾士兵會按慨烈卡的命令行動。缺點是餅乾遇水就會軟化。
茶會前奉命支援妹妹布璃叡，於誘惑森林抓住透露攸關BIG MOM情報的潘德，當著魯夫等人面前恐嚇要取潘德的性命，被魯夫承認實力很強，與魯夫戰鬥完全占上風，可以把三檔「象槍」完美阻擋，之後魯夫用四檔的「猿王槍」將鎧甲擊破，但其本體以強大的武裝色纏繞於劍上，砍傷了魯夫在四檔狀態下硬化的手臂，隨即製造出大量的餅乾大兵與魯夫對峙，並向魯夫表示「明白就算再怎麼努力也有無法超越的存在才是真正的『成長』」。他以本體和魯夫連續戰鬥11個小時，在這期間娜美利用BIG MOM的生命紙命令古樹王和歡樂友人干擾慨烈卡，餅乾大兵也被娜美的酸雨所軟化並讓魯夫吃掉，魯夫採取不停打帶跑、跑就吃的策略消耗慨烈卡的體力，導致肚子被吃下的餅乾撐大，慨烈卡見狀後決定撐死魯夫，但魯夫在自己吃不下時開啟新四檔“坦克人”形態·吃飽狀態，慨烈卡試圖突刺變厚的橡膠腹部，但最終沒能穿透反被彈飛撞上身後的餅乾大兵，之後倒在蛋糕城街上重傷昏迷。幾天後，慨烈卡從昏迷中醒來但仍包著傷口，布璃叡透過他面前的鏡子打開通道，並告訴他Germa 66成員麗珠和伊吉士似乎出現在巧克力鎮。慨烈卡和布璃叡去島上調查，他試圖阻止夏洛特·普琳被黑鬍子海賊團綁架，但被青雉連同整座鎮上的其他人一起凍結了。
名字來源取自英語的蘇打餅（Cracker）。果實能力創作來源自窗·道雄的「神秘的口袋」（ポケットクッキー）。原本髮型設計有扑克牌裡的鬼牌小丑的元素。其佩剑名pretzel取自蝴蝶酥。
夏洛特·史納克（Charlotte Snack，斯納格、史奈克）
夏洛特家族的第25個兒子（第44個子女），BIG MOM海賊團原「甜點四將星」之一，被烏魯基擊敗後除名。懸賞金額：6億貝里。

### 夏洛特家族

#### 兒子
夏洛特·裴洛斯培勒（Charlotte Perospero，佩洛斯佩羅）
聲優：内田夕夜（日本）；符爽（台灣）；黃志明（香港）
年齡：50歲，生日：3月14日，身高：333公分，星座：雙魚座，血型：X型，出身地：某個港口，喜歡的食物：糖果、牛舌，霸氣：見聞色、武裝色。
夏洛特家族的第1個兒子（第1個子女），親生父親為BIG MOM第1任丈夫。萬國裡掌管糖果島（Candy Island）裴洛林鎮（Perori Town）的「糖果大臣」（Minister of Candy），BIG MOM海賊團船員。為夏洛特家族最受歡迎的哥哥排行榜第三名。懸賞金額：7億貝里。
外貌是一名身材修長、尖臉濃妝、戴著禮帽的中年男子，有著長鼻和長至胸口的舌頭，使用武器為平時手裡拿著的糖果手杖及隨身手槍，有喜歡用長舌舔手杖的習慣，擁有高強體術，擅長用糖果手杖來使用近身杖術。為人話多，喜歡調侃他人，有著過度自信和樂觀的個性。身為夏洛特家族的長兄，擁有扛起家族的責任感及使命。擁有自己頭像的分艦。被火戰車海賊團的比特評為怪物，是除甜點三將星以外的強者及核心成員。笑聲是（Kukukuku）。
超人系「舔舔果實」能力者糖果人，能力者可以製造各種形狀的糖果，還能將觸碰的物品或生物變成糖果，也可運用糖果粘住對方，缺點是遇到高溫會融化。有相當高的工匠技術，能用能力瞬間製造出相當精美的建築物。
在婚禮的茶會舉行之前，他輾轉收到凱薩·克勞恩的心臟（之後轉交給培基保管），威脅凱薩必須在兩週內做好“巨人藥”，否則就會在超過時限的時候，將凱薩變成糖果舔來吃。參加家族與賓什莫克家的婚禮，婚禮期間負責製作糖果招待出席婚宴的所有人士，運用能力創造手扶梯將賓客運送至婚宴現場。在婚宴開始後，由於魯夫等人搗亂等待BIG MOM發瘋的期間，先採取讓賓什莫克家族全滅計劃，要賈吉士認清事實接受死亡。卡塔克利要求他盡速解決賓什莫克家族，但他卻過度自信而錯失時機，被伊吉士趁機攻擊。在BIG MOM失去意識時擋下培基城堡的炮彈並限制其行動，其後製造糖壁阻擋變回人形載著暗殺同盟的培基和凱薩，但被杰爾馬三兄弟聯手破壞糖果牆。
在蛋糕城堡崩塌後為爭取時間製作能讓「貪吃症」再度發作的BIG MOM平靜的婚禮蛋糕兼誘導BIG MOM追擊草帽海賊團，遂向其誆稱草帽海賊團盜走婚禮蛋糕。事後與卡塔克利一同帶兵埋伏千陽號，看到誘惑森林的雷擊誤以為是BIG MOM殲滅了魯夫等人。原本有意放過剛回收鯊魚潛水艇的布魯克和喬巴一條生路，但在遭到拒絕後指揮棋子兵及部下攻擊其兩人，在戰鬥之中使用能力試圖讓布魯克和喬巴慢慢變成糖果人，看到魯夫等人還活著而收手應戰，使用電話蟲交代蒙德爾指揮軍艦開始包圍西南海岸，用糖漿波浪困住千陽號後等著看好戲時，遭到佩特羅的自殺式炸彈攻擊而被炸斷右臂，而後利用果實能力創造義肢，但因不能用其拿著熱紅茶杯而氣惱不已。利用能力陪同BIG MOM在海上追殺草帽海賊團。當BIG MOM打算前去享用香吉士、雪紡、普琳等人特製的婚禮蛋糕時，開始擔心起蛋糕裡是否被動手腳，但又怕吃不到的BIG MOM會發怒而毀了國家；後決定只好自行去追BIG MOM，並在BIG MOM吃完蛋糕、恢復原樣後向她報告戰線狀況。
偕同BIG MOM和海賊團成員前往和之國，使用能力保護海賊船，在上岸時「百獸海賊團」的KING襲擊隨讓整艘船艦落入海中，除了BIG MOM掉入瀑布中並飄至和之國境內，其餘成員因並未翻船而安然待在和之國近海。之後他透過BIG MOM的生命紙確認對方仍然活著，他表示若確定BIG MOM海賊團失去船長的話應由海賊團中輩分最長的自己繼承船長，曾因此事與代佛克發生爭執。金色神樂當天得知與百獸海賊團結盟，率領弟妹們重新登入和之國，因被KING襲擊的關係，再加上自己單邊主義的性格（認為強者是不與其他勢力結盟的），對此對媽媽結盟感到失望，表示對KING非常有仇恨，只知道爬瀑布的方式，不知道潛港的存在，因此不斷抱怨，說出拿下魯夫首級的宣言，將結盟的事擺在後面思考，要大夥做好戰鬥準備；在瀑布至高點時，想起KING的突襲，以為他又再次來襲，其實是原「白鬍子海賊團」的馬可，被他踢下瀑布，無法控制自己的驚訝。此後，因為不認同與百獸海賊團同盟，而利用糖果能力獨自一人前往鬼島。途中又遇上馬可，之後兩人暫時合作入侵鬼島的正面入口，後來因為媽媽堅持與百獸結盟，因而迫使其背叛馬可，但被加洛特和萬妲襲擊，之後又將兩者打敗。儘管媽媽堅持與百獸結盟，但他仍然依舊對結盟持反意見，進場教訓不知四皇厲害的草帽海賊團。向貓腹蛇承認自己就是殺死佩特羅的兇手後，與月亮獅子型態的貓腹蛇展開最終決戰，被貓腹蛇以御田一刀流·貓笑衝突擊敗。
名字來源取自作家威廉·莎士比亞的劇作《暴風雨》的主角普洛斯彼羅公爵，ペロ是日文的「舔」。而他的外型可能是取自1964年羅爾德·達爾的同名小説查理與巧克力工廠角色威利旺卡（強尼·戴普飾）。其大礼帽、头发上的波点以及下摆的方格造型可能参考了童话《爱丽丝梦游仙境》最初也是最经典的插画作者John Tenniel笔下的疯帽客 (爱丽丝梦游仙境)以及DC漫画蝙蝠侠里的反派疯帽客和谜语人。
| 裴洛斯培勒的招式   | 裴洛斯培勒的招式                                                                             | 簡介 |
| 基本技             | 延伸技                                                                                       | 簡介 |
| ------------------ | -------------------------------------------------------------------------------------------- | ---- |
| 「舔舔果實」（ビスビスの実）   |                                                                                              |      |
| －                 | 可以製造各種形狀的糖果，還能將觸碰的物品或生物變成糖果（後者需要三分鐘），弱點是高溫或火焰。 |      |
| 「糖果建築」       | 用糖果根據設計圖的內容製造出建築，糖裡加入鋼鐵成分，使其不容易融化。                         |      |
| 「糖果手扶梯」（キャンディエスカレーター） | 用糖果製造出手扶梯。                                                                         |      |
| 「糖果牆」（キャンディウォール）     | 用糖果製造出高牆。                                                                           |      |
| 「糖果人」（キャンディマン）     | 用糖果困住他人，同時逐漸剝奪對方所有的生理機能。                                             |      |
| 「糖果處女」（キャンディメイデン）   | 用糖果製造出刑具鐵處女。                                                                     |      |
| 「糖果鎧甲」（キャンディアーマー）   | 用糖果製造出鎧甲保護自己。                                                                   |      |
| 「糖果波浪」（キャンディウェイブ）   | 用糖漿影響船隻航行。                                                                         |      |
| 「糖果海蟲」（アメウミウシ）   | 用糖漿製造在水上游泳的巨大海蟲。被BIG MOM注入靈魂變成「歡樂友人」。                          |      |
| 「糖果青蛙」（アメカエル）   | 用糖漿製造在水上游泳的巨大青蛙。被BIG MOM注入靈魂變成「歡樂友人」。                          |      |
| 「終末箭雨」（）   | 用糖果製造出弓箭，向天空放出箭雨。                                                           |      |
夏洛特·卡塔克利（Charlotte Katakuri，卡塔庫栗）
夏洛特家族的第2個兒子（第3個子女），BIG MOM海賊團「甜點三將星」之首。
夏洛特·代佛克（Charlotte Daifuku，大福）
聲優：咲野俊介（日本）；孫中台〈蛋糕島篇〉／宋克軍〈和之國篇起〉（台灣）
年齡：48歲，生日：11月25日，身高：489公分，星座：射手座，血型：X型，出身地：船上，喜歡的食物：豆大福，霸氣：見聞色、武裝色。
夏洛特家族的第3個兒子（第4個子女），與卡塔克利、歐本為三胞胎，親生父親為BIG MOM第3任丈夫。萬國裡掌管鬆脆島（Poripori  Island(Munchie Island)） 萬豆鎮（Mame Mame Town）的「豆子大臣」（Minister of Beans），BIG MOM海賊團船員。懸賞金額：3億貝里。
神情嚴謹的金髮平頭中年男子，身材高大健壯，腰繫一條有神燈標誌的腰帶，隨身武器為手槍。個性嚴苛、冷酷無情，作風狠辣果斷，對於任務失敗的手足絕不留情。擁有自己頭像的分艦。被火戰車海賊團的比特評為怪物，是除甜點三將星以外的強者及核心成員。
超人系「蒸騰果實」能力者神燈人，藉由摩擦身體使其腰帶扣的神燈標誌處召喚出宛如神燈精靈的魔人（聲優：咲野俊介（日本）；宋克軍（台灣））手持大刀攻擊對手，缺點是必須得持續摩擦才能維持住魔人的存在，而且活動範圍也有一定的距離限制。
參加家族與賓什莫克家的婚禮，在爾馬暗殺計畫被搗亂後，偕同兄弟姊妹制服BIG MOM暗殺同盟，操控魔人對香吉士出手，制服凱洛特後，被約吉士打斷。在蛋糕城堡崩塌後，接受卡塔克利的命令，帶領軍隊分頭捉拿準備逃離BIG MOM領土的草帽海賊團和火戰車海賊團及太陽海賊團，與軍隊開始包圍西南海岸。隨後與媽媽、兄弟姐妹們圍殲草帽海賊團，與月獅子型態後的凱洛特短暫發生衝突，因其船艦的船舵被凱洛特破壞而無法行動，後登上另一側由斯姆吉駐守的船艦，釋放魔人迎擊香吉士。
偕同BIG MOM和海賊團成員前往和之國，使用能力攻擊炮台，在上岸時「百獸海賊團」的KING襲擊隨讓整艘船艦落入海中，除了BIG MOM掉入瀑布中並飄至和之國境內，其餘成員因並未翻船而安然待在和之國近海。他表示若確定BIG MOM海賊團失去船長的話應由海賊團中實力最強的卡塔克利繼承船長，並且不滿兄長裴洛斯培勒擅自決定船長繼承之事。金色神樂當天得知與百獸海賊團的結盟，認為與來此的事由本末倒置，爬至瀑布至高點時，又被原「白鬍子海賊團」的馬可踢下海，對此驚訝不已。
名字來源取自英文的大福（Daifuku）。果實能力設計來源自童话阿拉丁的神燈精靈。
| 代佛克的招式 | 代佛克的招式     | 簡介                                                                                       |
| 基本技       | 延伸技           | 簡介                                                                                       |
| ------------ | ---------------- | ------------------------------------------------------------------------------------------ |
| 「蒸騰果實」 | 「魔人狩」（魔人狩（マジカル））   | 動畫原創招式，使其果實能力變化出來的魔人發出由上而下的斬擊，與魔人細斷不同，此招注重速度。 |
| 「蒸騰果實」 | 「魔人斬」（魔人斬（マジギレン））   | 使其果實能力變化出來的魔人揮動大斧攻擊對手。                                               |
| 「蒸騰果實」 | 「魔人細斷」（魔人細断（マジンサイダン）） | 使其果實能力變化出來的魔人發出強力的斬擊，擁有輕鬆斬斷周圍物體的力量。                     |
夏洛特·歐本（Charlotte Oven，歐文）
聲優：木村雅史（日本）；宋克軍〈ep.827〉／符爽〈ep.830、839-842〉／孫中台〈ep.834-835、843-876〉（台灣）
年齡：48歲，生日：11月25日，身高：492公分，星座：射手座，血型：F型，出身地：船上，喜歡的食物：烘培甜點，霸氣：見聞色、武裝色。
夏洛特家族的第4個兒子（第5個子女），與卡塔克利、代佛克為三胞胎，親生父親為BIG MOM第3任丈夫。萬國裡掌管甕烤點心島（Yakigashi Island(Bakery Island)）膨脹鎮（Fukkura Town）的「微焦大臣」（Minister of Browned Food），BIG MOM海賊團船員。為夏洛特家族最受歡迎的哥哥排行榜第二名。懸賞金額：3億貝里。
留著梳分成三段扇形的橙色頭髮，下顎留有短鬍的中年男子，使用武器是一把長柄刀及隨身手槍。個性剛烈、脾氣火爆激進，尊重手足的意見，但對於背叛媽媽的手足毫不留情，辦事認真負責，即使負傷依舊站在一線戰鬥。擁有自己頭像的分艦。被火戰車海賊團的比特評為怪物，是除甜點三將星以外的強者及核心成員。
超人系「熱熱果實」能力者炎熱人，可讓自己與任何被觸及物體產生灼熱的高溫。
參加家族與賓什莫克家的婚禮，在爾馬暗殺計畫被搗亂後，偕同兄弟姊妹制服BIG MOM暗殺同盟，與佩德羅交手，抓住喬巴後，被尼吉士打斷。在蛋糕城堡崩塌後，率軍前往可可島，毆傷試圖進入工廠探望雪紡的潘德，視協助草帽海賊團等人的雪紡為叛徒，藉著脅持雪紡威脅培基不得輕舉妄動，反被培基趁機和香吉士合作運走特製蛋糕和救出雪紡，試圖以果實能力令海水沸騰阻撓一行人，被潘德趁隙持棒擊中頭部導致能力中斷，憤而持刀砍傷幫助香吉士與培基的潘德。
為防範魯夫與草帽海賊團會合，接受蒙德爾的提議，命令可可島的群眾摧毀或丟棄家裡的鏡子，招集青壯手足們聚集在可可島警備魯夫一行人。出手擊落掩護魯夫逃出鏡面世界與挾持布璃叡的波哥姆斯，指揮手足們對抗前來支援魯夫與香吉士的杰爾馬66，但隨後被伊吉士以「火花光拳」重創，在布璃叡把專門對付杰爾馬66的砲彈運來可可島後，藉布璃叡的鏡子能力從可可島移動到追捕草帽海賊團的戰艦上，利用果實能力令海水沸騰驅趕支援魯夫等人的太陽海賊團，並與阿拉丁交手。大戰結束後，坐在木箱上，看著被Big Mom抓住囚禁在書中的尼吉士與約吉士，讓布璃叡用能力，講書扛至蛋糕島，讓手足們對兩人做研究，在麗珠與伊吉士放火攻擊手足後，與卡塔庫栗一起反擊，中了凱薩的瓦斯攻擊混亂心智，與卡塔庫栗互毆。
名字來源取自英文的烤爐（Oven）。
| 歐本的招式       | 歐本的招式 | 簡介 |
| 基本技           | 延伸技 | 簡介 |
| ---------------- | --- | ---- |
| 「熱熱果實」     | |      |
| 「熱海溫泉」（ねっかいじごく） | 將大海的溫度升高以折磨對手。招式名取自于日本温泉胜地热海市。                                                         |      |
| 「熱風拳」（ヒートデナッシ）   | 將雙手的溫度提高，出拳攻擊灼傷對手。读作ヒートデナッシ，可写为人で無し，意为“没人性”。                               |      |
| 「熱海萬來」（ねっかいぎょらい） | 透過伸進海水裡的雙手釋放高溫熱流，於海裡追擊並灼傷對手。招式名意是热海市的温泉八方来客和美食鱼雷三明治以及武器鱼雷。 |      |
夏洛特·歐佩拉（Charlotte Opera）
聲優：川原慶久（日本）；孫中台（台灣）
年齡：46歲，生日：9月29日，星座：天秤座。
夏洛特家族的第5個兒子（第10個子女），與卡溫塔、卡登札、卡巴雷塔、葛拉為五胞胎，親生父親為BIG MOM第5任丈夫。萬國裡掌管濃醇島（Noko Island(Thick Island)）鮮白鎮（Howaito Town）的「鮮奶油大臣」（Minister of Whipped Cream），BIG MOM海賊團船員。
渾身被白色鮮奶油覆蓋，體型碩大的光頭男子，說話時習慣帶著“呼啦”的口癖，隨身武器為弩。
超人系「鮮奶油果實」能力者，能控制全身流動的鮮奶油。
偕同手足們組織「憤怒軍團」替慨烈卡向魯夫報仇，在戰中使用果實能力創造鮮奶油牽制魯夫的行動，最後將魯夫和娜美活捉回蛋糕城。後在魯夫與娜美被囚禁在蒙德爾運用能力創造的書的世界期間，準備藉著拷問娜美查出羅拉的下落，結果被忽然現身的吉貝爾擊敗，因懼於被BIG MOM懲處抽取性命遂向手足掩蓋魯夫等人越獄一事。在蛋糕城堡崩塌後，在動畫中欲逃跑時被斯姆吉警告，而回頭勸阻沒吃到婚禮蛋糕以致「貪吃症」發作的BIG MOM，被其以果實能力抽走壽命而昏迷，目前生死不明。
名字來源取自英文的歌劇（Opera）或法文的歌劇蛋糕（Opéra）。
| 歐佩拉的招式   | 歐佩拉的招式 | 簡介 |
| 基本技         | 延伸技 | 簡介 |
| -------------- | --- | ---- |
| 鮮奶油果實     | |      |
| 鮮奶油怪獸（クリームモンスター） | 鮮奶油會覆蓋在對手身上，對手全身會因為糖化而焦枯。其使人燃烧的奶油能力可能取自焦奶油。其使用“奶油怪兽”时会变形为章鱼状，可能参考了北欧神话里的海怪北海巨妖。 |      |
夏洛特·卡溫塔（Charlotte Counter，康特）
聲優：小山剛志（日本）；孫中台〈ep.810〉／宋克軍〈ep.811－825〉（台灣）
年齡：46歲，生日：9月29日，星座：天秤座。
夏洛特家族的第6個兒子（第11個子女），與歐佩拉、卡登札、卡巴雷塔、葛拉為五胞胎，親生父親為BIG MOM第5任丈夫，BIG MOM海賊團船員。
留有一戳黑色頭髮和大鬍子的壯漢男子，會使用武裝色霸氣，和歐佩拉、卡登札有「奶油拳」的合體技。在右肩膀上會背著一名未知身分的少女，即使在戰鬥中也還是背著這名少女。為「憤怒軍團」中的一員，與兄弟姊妹們圍攻魯夫，將魯夫和娜美活捉回蛋糕城堡。在漫畫中在吉貝爾毀掉囚人圖書館後，被恢復自由的魯夫勒住脖子逼問香吉士的下落，然後在動畫版中是在弟弟們接續被魯夫擊敗後，最後於蛋糕城堡外戰鬥中被越獄的魯夫擊敗。
名字來源取自英文的柜台或者是反旋律，是被認為是旋律的音符序列，其被編寫為與更突出的主調旋律同時演奏。
夏洛特·卡登札（Charlotte Cadenza，卡丹茨）
聲優：桑原利晃（日本）；符爽（台灣）
年齡：46歲，生日：9月29日，星座：天秤座。
夏洛特家族的第7個兒子（第12個子女），與歐佩拉、卡溫塔、卡巴雷塔、葛拉為五胞胎，親生父親為BIG MOM第5任丈夫，BIG MOM海賊團船員。
留有兩戳棕色頭髮和大鬍子的壯漢男子，會使用武裝色霸氣，和歐佩拉、卡溫塔有「奶油拳」的合體技。為「憤怒軍團」中的一員，與兄弟姊妹們圍攻魯夫。在動畫中則取代原作卡溫塔的戲份，於蛋糕城堡內被越獄的魯夫擊敗。
名字來源取自英文的裝飾樂段（Cadenza）。
夏洛特·卡巴雷塔（Charlotte Cabaletta，卡瓦萊特）
聲優：川原慶久（日本）；宋克軍〈ep.810部分台詞〉→孫中台〈ep.810部分台詞－821〉（台灣）
年齡：46歲，生日：9月29日，星座：天秤座。
夏洛特家族的第8個兒子（第13個子女），與歐佩拉、卡溫塔、卡登札、葛拉為五胞胎，親生父親為BIG MOM第5任丈夫，BIG MOM海賊團船員。
留有三戳棕色頭髮和大鬍子的壯漢男子，會使用武裝色霸氣，移動攻擊速度非常快，能使用「剃」。為「憤怒軍團」中的一員，與兄弟姊妹們圍攻魯夫。在動畫中卡登札被擊敗後，於蛋糕城堡內被越獄的魯夫擊敗。
名字來源取自英文的跑马歌，是一種由兩部分組成的音樂形式。
夏洛特·葛拉（Charlotte Gala，加拉）
年齡：46歲，生日：9月29日，星座：天秤座。
夏洛特家族的第9個兒子（第14個子女），與歐佩拉、卡溫塔、卡登札、卡巴雷塔為五胞胎，親生父親為BIG MOM第5任丈夫，BIG MOM海賊團船員。
設定集為留有四戳棕色頭髮和大鬍子的壯漢男子，是唯一一個在原作和動畫中都沒有登場的子女。官網上曾將一名戴高帽留長鬍子的壯漢部下誤植為葛拉，該人能以身體捲成一顆球攻擊敵人。
名字來源取自原产在新西兰的苹果品种佳丽果的英文，或是在希腊语中（γάλα）还意为牛奶，这遵循了食物主题，也参考自宴会和演出的英文gala拟音。
夏洛特·慨烈卡（Charlotte Cracker，克力架）
夏洛特家族的第10個兒子（第15個子女），BIG MOM海賊團「甜點三將星」之一。
夏洛特·茲寇特（Charlotte Zuccotto，祖庫托、茲克特）
年齡：44歲。
夏洛特家族的兒子第11個兒子（第18個子女），親生父親為BIG MOM第7任丈夫。萬國裡掌管利口酒島（Liqueur Island）琴酒鎮（Gin Town）的「飲酒大臣」（Minister of Alcohol），BIG MOM海賊團船員。
身材矮小，梳有髮髻頭的中年男子，有著一條狸貓尾巴，使用武器為兩把小斧頭及隨身手槍。參加家族與賓什莫克家的婚禮，原本負責開槍暗殺爾馬，但因BIG MOM的怪叫而沒能達成計畫，隨後協同手足們對抗BIG MOM暗殺同盟的成員。
名字來源取自英文的意大利圆顶蛋糕是一種起源於佛罗伦萨的意大利半冷凍的甜點，由杏仁奶油，蛋糕和冰淇淋製成。
夏洛特·努斯托爾鐵（Charlotte Nusstorte，努斯托爾迪）
聲：粗忽屋西神戶店（日本）；宋克軍（台灣）
年齡：42歲，生日：1月23日，星座：水瓶座。
夏洛特家族的第12個兒子（第21個子女），與巴斯卡爾鐵、多斯馬爾雪為三胞胎，親生父親為BIG MOM第9任丈夫。萬國裡掌管包裝島（Package Island）分裝鎮（Shiwake Town）的「運輸大臣」（Minister of Transport），BIG MOM海賊團船員。
有著戽下巴的特徵，留著常厚的車把小鬍子，體型像二頭身般巨大而寬的中年男子，配戴具有意識的拿破崙式二角高帽的「歡樂友人」與墨鏡，時常抽著煙斗，使用武器為背著的一把大型彎刀及隨身手槍，在動畫中他帽子上的拿破崙圖案能夠射出飛針，甚至發出「努斯托爾特製龍捲風」。首次在家族聚會中出現，後來參加家族與賓什莫克家的婚禮，在爾馬暗殺計畫被搗亂後的期間，協同手足們對抗BIG MOM暗殺同盟的成員。在蛋糕城堡崩塌後偕同其餘手足並帶頭組成「別動隊」指揮一萬名士兵的人馬追擊杰爾馬66，但全員部隊反被杰爾馬僅4名成員所擊潰，自己則被尼吉士所打敗，最後被爾馬扔進海裡。
偕同BIG MOM和海賊團成員前往和之國，在上岸時「百獸海賊團」的KING襲擊隨讓整艘船艦落入海中，除了BIG MOM掉入瀑布中並飄至和之國境內，其餘成員因並未翻船而安然待在和之國近海。金色神樂當天得知與百獸海賊團結盟，再次登入瀑布，又被原「白鬍子海賊團」的馬可踢下海。
名字來源取自瑞士格勞賓登州一種傳統甜點堅果餡餅。其形象可能参考了麦片品牌Cap'n Crunch的吉祥物。
夏洛特·巴斯卡爾鐵（Charlotte Basskarte，巴斯卡爾迪）
聲優：藤原貴弘（日本）；符爽〈ep.839〉／孫中台〈ep.844、988〉／宋克軍〈ep.854〉（台灣）
年齡：42歲，生日：1月23日，星座：水瓶座。
夏洛特家族的第13個兒子（第22個子女），與努斯托爾鐵、多斯馬爾雪為三胞胎，親生父親為BIG MOM第9任丈夫，BIG MOM海賊團船員。
有著一頭像火焰般豎起的蓬鬆頭髮，體型像二頭身般巨大而寬的中年男子，衣領掩蓋住著嘴巴（在動畫版展露出他的尖牙裂嘴的面容），能夠從雙手發出並操作火焰，甚至能從口中發出強大火球，使用武器為隨身手槍。參加家族與賓什莫克家的婚禮，原本負責開槍暗殺爾馬，但因BIG MOM的怪叫而沒能達成計畫，試圖用火焰攻擊杰爾馬但沒有效果。在蛋糕城堡崩塌後偕同努斯托爾鐵所率領的「別動隊」追擊杰爾馬66（偕同其餘手足組成「草帽討伐隊」追擊試圖逃離萬國的魯夫一行人），但反被杰爾馬僅4名成員所擊潰，自己則被約吉士所打敗，最後被杰爾馬扔進海裡（漫畫中被麗珠踩在腳下）。
偕同BIG MOM和海賊團成員前往和之國，在上岸時「百獸海賊團」的KING襲擊隨讓整艘船艦落入海中。，除了BIG MOM掉入瀑布中並飄至和之國境內，其餘成員因並未翻船而安然待在和之國近海。金色神樂當天得知與百獸海賊團結盟，再次登入瀑布，又被原「白鬍子海賊團」的馬可踢下海。
名字來源取自英文的籃子（basket）和手推車（cart），或是日文讀法的低音單簧管（Basukurarinetto）。
夏洛特·多斯馬爾雪（Charlotte Dosmarche，多斯馬爾歇）
聲優：粗忽屋東品川店（日本）；孫中台（台灣）
年齡：42歲，生日：1月23日，星座：水瓶座。
夏洛特家族的第14個兒子（第23個子女），與努斯托爾鐵、巴斯卡爾鐵為三胞胎，親生父親為BIG MOM第9任丈夫。萬國裡掌管黑黝島（Black Island）綠意鎮（Green Town）「茶品大臣」（Minister of Tea），BIG MOM海賊團船員。
留著莫霍克髮型、車把小鬍子，體型像二頭身般巨大而寬的中年男子，使用武器為兩把劍及隨身手槍，有自己的必殺劍術「多斯馬爾奧義」。參加家族與賓什莫克家的婚禮，在爾馬暗殺計畫被搗亂後的期間，協同手足們對抗BIG MOM暗殺同盟的成員。在蛋糕城堡崩塌後偕同努斯托爾鐵所率領的「別動隊」追擊杰爾馬66，但反被杰爾馬僅4名成員所擊潰，自己則被伊吉士所打敗，最後被爾馬扔進海裡。
偕同BIG MOM和海賊團成員前往和之國，在上岸時「百獸海賊團」的KING襲擊隨讓整艘船艦落入海中 ，除了BIG MOM掉入瀑布中並飄至和之國境內，其餘成員因並未翻船而安然待在和之國近海。金色神樂當天得知與百獸海賊團結盟，再次登入瀑布，又被原「白鬍子海賊團」的馬可踢下海。
名字裡的Dos為西班牙語的2，Marche為義大利文的馬爾凱大區，或是特蕾斯蛋糕（Tres leches cake）。原名ドスマルシェ 可能取自日本品牌サンタマルシェ，专门制作抹茶主题的化妆产品，与其黑色岛绿色镇茶大臣的身份相符。
夏洛特·諾雅傑特（Charlotte Noisette，諾亞傑特、諾澤特）
聲優：山本圭一郎（日本）；孫中台（台灣）
年齡：41歲，生日：12月15日，星座：射手座。
夏洛特家族的第15個兒子（第24個子女），親生父親為BIG MOM第10任丈夫。萬國裡掌管金庫島（Kinko Island(Pantry Island)）不節省鎮（Oshimuna Town）「財務大臣」（Minister of Finance），BIG MOM海賊團船員。
有著翹長頭髮和長圓鬍子，雙眼有傷疤的壯漢男子，使用武器為一把雙頭鐮刀（刀刃像3一樣）及隨身手槍。參加家族與賓什莫克家的婚禮，原本負責開槍暗殺爾馬，但因BIG MOM的怪叫而沒能達成計畫，隨後協同手足們對抗BIG MOM暗殺同盟的成員。在蛋糕城崩塌後偕同其餘手足組成艦隊追擊試圖逃離萬國的BIG MOM暗殺同盟成員。
名字來源取自法文的榛果(Noisette)。并且官方英文名Noisette有多种意义：小片羊肉、加奶泡的小杯黑咖啡、法语榛子、榛子巧克力、Beurre noisette（法语榛子黄油，一种烹调用褐色黄油）、Sauce noisette（一种用棕色黄油制成的荷兰沙司）。
夏洛特·摩斯卡特（Charlotte Moscato，莫斯卡托）
聲優：一條和矢（日本）；宋克軍〈ep.788-789〉→符爽〈ep.876〉（台灣）
年齡：40歲，生日：12月16日，星座：射手座。
夏洛特家族的第16個兒子（第25個子女），與馬戍、康斯塔琪為龍鳳胎，親生父親為BIG MOM第11任丈夫。萬國裡掌管冰品島 雪酪鎮（Sherbet Town）的「義式冰品大臣」（Minister of Gelato），BIG MOM海賊團船員。
留著半藍半桃紅色飛機頭的壯年男子，是個很有正義感的人，使用武器為甜筒造型把柄的劍。曾試圖勸阻想吃焦糖泡芙塔以致「貪吃症」發作的BIG MOM，爭取讓廚師們準備甜食以及讓市民避難的時間，隨後畏懼BIG MOM的質問而欲逃離，被BIG MOM以果實能力抽走40年的壽命而當場昏迷，被弟弟蒙德爾拯救性命。在家族與賓什莫克家的婚禮被搗亂後，偕同其餘手足追擊試圖逃離萬國的魯夫一行人。
名字來源是取自英文的阿斯蒂莫斯卡托葡萄酒，是一種DOCG汽泡白葡萄酒，由Moscato bianco葡萄釀製，或是麝香葡萄（Muscat (grape)）。
夏洛特·康柏（Charlotte Compo，康珀）
聲優：藤原貴弘（日本）；孫中台（台灣）
年齡：39歲。
夏洛特家族的兒子第17個兒子（第28個子女），與勞林為雙胞胎，親生父親為BIG MOM第12任丈夫。萬國裡掌管萬派島（Piepie Island）酥脆鎮（Sakkuri Town）的「餡餅派大臣」（Minister of Pie），BIG MOM海賊團船員。
體型像小孩的矮小男子，使用武器為含有刀片的迴力鏢及隨身手槍。參加家族與賓什莫克家的婚禮，在爾馬暗殺計畫被搗亂後的期間，協同手足們對抗BIG MOM暗殺同盟的成員。在蛋糕城堡崩塌後，偕同其餘手足組成「草帽討伐隊」追擊試圖逃離萬國的魯夫一行人，追擊戰中對上魯夫與其交鋒，最後被魯夫擊敗；在漫畫中被娜美以宙斯雷霆天候擊倒。
名字來源取自英文的mini compo，一種小型的立體音響，或是食品成分資料，是有關食品營養重要成分的詳細信息集。
夏洛特·勞林（Charlotte Laurin，拉烏林）
聲優：藤原貴弘（日本）；孫中台〈ep.834〉→符爽〈ep.835、839〉→宋克軍〈ep.846〉（台灣）
年齡：39歲。
夏洛特家族的兒子第18個兒子（第29個子女），與康柏為雙胞胎，親生父親為BIG MOM第12任丈夫，BIG MOM海賊團船員。
黑色禮帽覆蓋臉部，手上有縫線的男子，使用武器為維京闊斧及隨身手槍。參加家族與賓什莫克家的婚禮，在爾馬暗殺計畫被搗亂後的期間，協同手足們對抗BIG MOM暗殺同盟的成員。在蛋糕城堡崩塌後，偕同其餘手足組成「草帽討伐隊」追擊試圖逃離萬國的魯夫一行人，在動畫中追擊戰中對上魯夫與其交鋒，最後被魯夫擊敗；在漫畫中被娜美以宙斯雷霆天候擊倒。
名字來源取自日語的月桂酸（Lauric acid）。
夏洛特·蒙德爾（Charlotte Mont-d'Or，蒙多爾）
聲優：伊丸岡篤（日本）；符爽（台灣）
年齡：38歲，生日：4月23日，身高： 260公分，星座：金牛座，血型：X型，出身地：船上，喜歡的食物：乳酪。
夏洛特家族的第19個兒子（第30個子女），親生父親為BIG MOM第13任丈夫。萬國裡掌管牛奶島（Cheese Island）乳酪鎮（Cheese Town）的「乳酪大臣」（Minister of Cheese），BIG MOM海賊團船員。外號「書司」（Scribe）。懸賞金額：1億2,000萬貝里。
有著紅色尖鼻子白臉的壯年男子。脾氣雖火爆，但在成員中較為擅長謀略戰術，使用武器為一把步槍。
超人系「書本果實」能力者書籍人，能将生物活生生變成標本收藏於書中，踩在變得像鳥般的書籍可在空中飛行。其能力被BIG MOM利用作為蒐集「珍奇異獸」兼囚禁犯人的用途。
在哥哥摩斯卡特為阻止BIG MOM而昏迷後，警告在場人士趕快離開現場，讓其靈魂得以回收復活。在慨烈卡敗給魯夫時感到驚訝，偕同手足們向國民發出了“海賊來襲”的警報，並組織一支「憤怒軍團」前來向魯夫報仇，利用能力將魯夫帶進書本裡的空間，最後與團隊成功將魯夫擊暈，將魯夫和娜美囚禁在書裡的世界帶走。後來在家族聚會中統整敵人資訊時，因為信不過歐佩拉哥哥的報告說詞，懷疑是否真的殺死魯夫，遂親自交代士兵加強巡邏。在魯夫等人為援救香吉士和賓什莫克家族而闖入婚禮茶會後，對歐佩拉掩蓋魯夫等人越獄一事震怒。參加家族與賓什莫克家的婚禮，原本負責開槍暗殺爾馬，但因BIG MOM的怪叫而沒能達成計畫。在蛋糕城堡崩塌後，事後命令島上居民聯絡警備準備捉拿逃離BIG MOM領土的草帽海賊團和火戰車海賊團，指揮包圍網時收到裴洛斯培勒的指令命餡餅軍艦開始包圍西南海岸。在本島上等待討伐草帽海賊團成功的資訊。
偕同BIG MOM和海賊團成員前往和之國，在上岸時「百獸海賊團」的KING襲擊隨讓整艘船艦落入海中，除了BIG MOM掉入瀑布中並飄至和之國境內，其餘成員因並未翻船而安然待在和之國近海。其指出BIG MOM與海道是昔日夥伴，但如今成為「四皇」後敵對，可能會被其所害。金色神樂當天得知與百獸海賊團結盟，只對魯夫搗亂BIG MOM地盤，並帶給海賊團蒙羞的事氣憤不已，爬至瀑布至高點時，又被原「白鬍子海賊團」的馬可踢下海。
名字來源取自英文的蒙多尔奶酪。其头戴礼帽、稻草金乱发的造型参考了《奥兹奇谈》中稻草人的造型。其操纵书籍的能力可能参考了1978年上映的音乐剧《新绿野仙踪》中由迈克尔·杰克逊饰演的稻草人，后者并非由稻草、而是由碎纸和书页制成以及DC漫画蝙蝠侠里的反派稻草人 (漫画)。
| 蒙德爾的招式 | 蒙德爾的招式 | 簡介 |
| 基本技       | 延伸技 | 簡介 |
| ------------ | --- | ---- |
| 「書本果實」 | |      |
| 『書』的世界 | 能將指定對象自由帶進或踏出“書”的世界。被囚禁在書裡的生物不會變老，仍能在翻開書頁的情況和書外世界的人交流。曾使用書名《Suspense 懸疑》把魯夫等人帶進絨毛玩具從抽屜窺視著外面、蜘蛛從地面向天花板撒網的奇妙空間。弱點是只要其創造的書籍被毀壞，囚禁書裡的對象就能脫離書中世界。 |      |
夏洛特·海法特（Charlotte High-fat）
聲優：藤原貴弘（日本）；孫中台（台灣）
年齡：36歲。
夏洛特家族的兒子第20個兒子（第33個子女），與塔布列特為雙胞胎，親生父親為BIG MOM第15任丈夫，BIG MOM海賊團船員。
體型非常高大、蓄鬍子的壯年男子，使用武器為一把巨劍和隨身手槍，慣用手為左手。參加家族與賓什莫克家的婚禮，在爾馬暗殺計畫被搗亂後的期間，協同手足們對抗BIG MOM暗殺同盟的成員。在蛋糕城堡崩塌後，偕同其餘手足組成「草帽討伐隊」追擊試圖逃離萬國的魯夫一行人，在動畫中追擊戰中對上吉貝爾與其交鋒，最後被吉貝爾擊敗；在漫畫中被娜美以宙斯雷霆天候擊倒。
名字來源取自高脂肪（High-fat）。
夏洛特·塔布列特（Charlotte Tablet，塔布雷特）
聲優：粗忽屋二子玉店（日本）；宋克軍〈ep.832、840〉→符爽〈ep.846〉（台灣）
年齡：36歲。
夏洛特家族的兒子第21個兒子（第34個子女），與海法特為雙胞胎，親生父親為BIG MOM第15任丈夫。萬國裡掌管彩飾島（Topping Island）裝點鎮（Deco Town）的「彩飾大臣」（Minister of Toppings），BIG MOM海賊團船員。
有著金色波浪豎起般頭髮，體型像小孩子的矮小男子，騎著一頭粉紅色綿羊的「歡樂友人」，使用武器為一把大太刀和隨身手槍。參加家族與賓什莫克家的婚禮，在爾馬暗殺計畫被搗亂後的期間，協同手足們對抗BIG MOM暗殺同盟的成員。在蛋糕城崩塌後，偕同其餘手足組成「草帽討伐隊」追擊試圖逃離萬國的魯夫一行人，在動畫中追擊戰中對上凱洛特與其交鋒，最後被凱洛特擊敗；在漫畫中被娜美以宙斯雷霆天候擊倒。
偕同BIG MOM和海賊團成員前往和之國，在上岸時「百獸海賊團」的KING襲擊，除了BIG MOM掉入海中並飄至和之國境內，其餘成員因並未翻船而安然待在和之國近海。金色神樂當天得知與百獸海賊團結盟，再次登入瀑布，又被原「白鬍子海賊團」的馬可踢下海。
名字來源取自英文的蘇格蘭傳統奶油方塊糖的中等硬度的含糖糖果。
夏洛特·聖馬爾克（Charlotte Saint-Marc）
聲優：龍谷修武（日本）；符爽（台灣）
年齡：34歲，出身地：偉大的航路「萬國」。
夏洛特家族的第22個兒子（第38個子女），與巴桑茲為雙胞胎，親生父親為BIG MOM第17任丈夫。萬國裡掌管香辛料島（Flavor Island）香精鎮（Essence Town）的「香精大臣」（Minister of Essence），BIG MOM海賊團船員。
身材高大，穿著鎧甲的男子，使用武器為騎槍及隨身手槍，動畫中會使用六式中的月步。參加家族與賓什莫克家的婚禮，原本負責開槍暗殺爾馬，但因BIG MOM的怪叫而沒能達成計畫，隨後協同手足們對抗BIG MOM暗殺同盟的成員，與康斯塔琪、巴薩斯用月步追擊凱薩及培基，被賈吉士擊倒在地。在蛋糕城崩塌後偕同其餘手足追擊試圖逃離萬國的BIG MOM暗殺同盟成員。
名字來源取自英文的圣马克蛋糕（saint marc cake）是由烙上脆脆焦糖的海綿蛋糕，夾上巧克力鮮奶油香緹與鮮奶油香緹的傳統糕點，或是日本傳統連鎖咖啡廳Saint Marc Cafe。
夏洛特·巴桑茲（Charlotte Basans，巴薩斯、巴桑茲）
年齡：34歲，出身地：偉大的航路「萬國」。
夏洛特家族的第23個兒子（第39個子女），與聖馬爾克為雙胞胎，親生父親為BIG MOM第17任丈夫，BIG MOM海賊團船員。
身穿大拉鍊白色連身衣，頭上有許多類似鹿角造型的男子，動畫中會使用六式中的月步，使用武器為隨身手槍。參加家族與賓什莫克家的婚禮，原本負責開槍暗殺爾馬，但因BIG MOM的怪叫而沒能達成計畫，隨後協同手足們對抗BIG MOM暗殺同盟的成員，與康斯塔琪、聖馬爾克用月步追擊凱薩及培基，被賈吉士擊倒在地。
名字來源取自日文的一種烘焙食品（バサンズ）。鹹甜食，用麵粉、糖、雞蛋和花生烘烤，直到表面變成狐狸色。
夏洛特·達克瓦茲（Charlotte Dacquoise，達克沃茲）
聲優：川原慶久（日本）；宋克軍〈ep.834〉→符爽〈ep.841〉（台灣）
年齡：32歲，出身地：偉大的航路「萬國」。
夏洛特家族的第24個兒子（第41個子女），親生父親為BIG MOM第19任丈夫。萬國裡掌管果醬島（Jam Island）黏稠鎮（Noor Town）的「果醬大臣」（Minister of Jam），BIG MOM海賊團船員。
嘴裡叼著香煙，背後有紫色蝙蝠狀翅膀的男子，使用武器為隨身手槍。首次在家族聚會中出現，後來參加家族與賓什莫克家的婚禮，原本負責開槍暗殺爾馬，但因BIG MOM的怪叫而沒能達成計畫，隨後協同手足們對抗BIG MOM暗殺同盟的成員。在蛋糕城堡崩塌後偕同其餘手足追擊試圖逃離萬國的BIG MOM暗殺同盟成員。
名字來源取自英文的達克瓦茲蛋糕（Dacquoise）。
夏洛特·史納克（Charlotte Snack，斯納格、史奈克）
聲優：齊藤次郎（日本）；宋克軍（台灣）
年齡：30歲，生日：10月29日，星座：天蠍座，出身地：偉大航路「萬國」。
夏洛特家族的第25個兒子（第44個子女），與巴伐洛亞為雙胞胎，親生父親為BIG MOM第21任丈夫。BIG MOM海賊團原「甜點四將星」之一（在他被除名後縮編為三將星），萬國裡掌管洋芋片島（Potato Island）薯片鎮（Chips Town）的「油炸大臣」（Minister of Fries）。懸賞金額：6億貝里。
圓長鼻子，頭髮用簪子高高固定，在衣服胸前有自己的英文名字「SNACK」，身材高大壯碩的男子，武器為一把長刀。擁有自己頭像的分艦。
在頂點戰爭後的兩年間，被「最惡劣世代」之一的破戒僧海賊團船長「怪僧」烏魯基拼盡全力擊敗，之後他從將星中被除名。在杰爾馬的暗殺計畫被搗亂後，與手足們聽從歐本的指示聚集在可可島警備魯夫一行人，隨後與杰爾馬66的船團對峙，並在炮擊杰爾馬66的船團時對上其總帥賈吉士。
偕同BIG MOM和海賊團成員前往和之國，在上岸時「百獸海賊團」的KING襲擊隨讓整艘船艦落入海中，除了BIG MOM掉入瀑布中並飄至和之國境內，其餘成員因並未翻船而安然待在和之國近海。金色神樂當天得知與百獸海賊團結盟，再次登入瀑布，又被原「白鬍子海賊團」的馬可踢下海。
名字來源取自零食的英文（Snack）。
夏洛特·巴伐洛亞（Charlotte Bavarois，巴巴路亞）
聲優：竹內良太（日本）；宋克軍（台灣）
年齡：30歲，出身地：偉大的航路「萬國」。
夏洛特家族的第26個兒子（第45個子女），與史納克為雙胞胎，親生父親為BIG MOM第21任丈夫，BIG MOM海賊團船員。
留著雷鬼風格捲髮，鬍子編成短辮，雙手配戴拳套的男子。擁有自己頭像的分艦。在家族與賓什莫克家的婚禮被搗亂後，偕同BIG MOM與其餘手足追擊試圖逃離萬國的魯夫一行人，負責指揮餡餅炸彈的「歡樂友人」攻擊。
名字來源取自法文的巴伐利亞奶油（Crème bavaroise或簡稱Bavarois）。
夏洛特·寒天（Charlotte Kanten，康丁、坎汀）
聲優：不明（日本）；宋克軍（台灣）
年齡：28歲，出身地：偉大的航路「萬國」。
夏洛特家族的第27個兒子（第48個子女），與加藤、蒙佈為三胞胎，親生父親為BIG MOM第23任丈夫。萬國裡掌管果凍島（Jelly Island）彈牙鎮（Pururun Town）的「寒天大臣」（Minister of Agar），BIG MOM海賊團船員。
墨綠色長卷髮、粉紅色皮膚、身材肥胖的男子，使用武器為隨身手槍。參加家族與賓什莫克家的婚禮，在爾馬暗殺計畫被搗亂後的期間，協同手足們對抗BIG MOM暗殺同盟的成員。
名字來源取自日語讀法的洋菜；寒天（Kanten）。
夏洛特·加藤（Charlotte Kato，卡托）
聲優：平井啓二（日本）；符爽（台灣）
年齡：28歲，出身地：偉大的航路「萬國」。
夏洛特家族的第28個兒子（第49個子女），與寒天、蒙佈為三胞胎，親生父親為BIG MOM第23任丈夫。萬國裡掌管萬種島（Tanega Island）種子鎮（Seed Town）的「種子大臣」（Minister of Seeds），BIG MOM海賊團船員。
頭像一顆稻草般的南瓜、身材苗條細長，相當敏捷的男子，使用武器為長劍，坐騎為椅子「歡樂友人」。首次在家族聚會中出現，後來參加家族與賓什莫克家的婚禮，在爾馬暗殺計畫被搗亂後的期間，協同手足們對抗BIG MOM暗殺同盟的成員。在蛋糕城堡崩塌後偕同其餘手足組成「草帽討伐隊」追擊試圖逃離萬國的魯夫一行人，在動畫中在追擊戰中對上佩特羅與其交鋒，表示5年前也認識佩特羅，最後被佩特羅擊敗；在漫畫中被娜美以宙斯雷霆天候擊倒。
動畫中偕同BIG MOM和海賊團成員前往和之國，在上岸時「百獸海賊團」的KING襲擊隨讓整艘船艦落入海中，除了BIG MOM掉入瀑布中並飄至和之國境內，其餘成員因並未翻船而安然待在和之國近海。金色神樂當天得知與百獸海賊團結盟，再次登入瀑布，又被原「白鬍子海賊團」的馬可踢下海。漫畫中在蛋糕島上與手足們試圖解剖被困在書中的尼吉士與約吉市，被放火闖入的麗珠與伊吉市痛毆。
名字來源取自日語讀音的果糖（Furukutōsu）。角色外型取自綠野仙蹤的傑克·南瓜頭。
夏洛特·蒙佈（Charlotte Montb，蒙布）
年齡：28歲，出身地：偉大的航路「萬國」。
夏洛特家族的第29個兒子（第50個子女），與寒天、加藤為三胞胎，親生父親為BIG MOM第23任丈夫，BIG MOM海賊團船員。
頭戴禮帽，身穿襯衫、點點褲的男子，武器為長劍及手槍。在家族與賓什莫克家的婚禮被搗亂後，與手足們聽從歐本的指示聚集在可可島警備魯夫一行人。
名字來源取自法文的蒙布朗蛋糕（Mont Blanc）。
夏洛特·希伯斯特（Charlotte Chiboust，希布斯特、西布斯特）
聲優：服卷浩司（日本）；宋克軍（台灣）
年齡：27歲，出身地：偉大的航路「萬國」。
夏洛特家族的第30個兒子（第51個子女），親生父親為BIG MOM第24任丈夫。萬國裡掌管三色島（Sanshoku Island）綜合鎮（Mix Town）的「綜合大臣」（Minister of Mix），BIG MOM海賊團船員。
有著奇特造型，表情嚴肅、厚嘴唇的高大男子，右手裝備一個大盾牌。在家族與賓什莫克家的婚禮被搗亂後，與手足們聽從歐本的指示聚集在可可島警備魯夫一行人，負責壓制月亮獅子的波哥姆斯。
名字來源取自希布斯特奶油，是一種用打碎的蛋清淡化的千層酥奶油。后背的装饰参考了茶杯的把手。
夏洛特·毛比爾（Charlotte Mobile，莫比爾、蒙皮勒）
聲優：川原慶久（日本）；宋克軍〈ep.833、834、846〉／符爽〈ep.835〉／孫中台〈ep.841、844〉（台灣）
種族：混血長手族，年齡：25歲，出身地：偉大的航路「萬國」。
夏洛特家族的第31個兒子（第54個子女），與瑪布爾、苗柯魯、梅布爾為龍鳳胎，親生父親為BIG MOM第26任丈夫。萬國裡掌管嚐味島（Futoru Island）悄悄鎮（Kossori Town）的「嚐味大臣」（Minister of Tasting），BIG MOM海賊團船員。
身材細瘦、梳分成兩段翹長頭髮且留著八字鬍的男子，手上經常端著一杯葡萄酒，使用武器為兩把軟劍及隨身手槍。參加家族與賓什莫克家的婚禮，在爾馬暗殺計畫被搗亂後的期間，協同手足們對抗BIG MOM暗殺同盟的成員。在蛋糕城堡崩塌後，偕同其餘手足組成「草帽討伐隊」追擊試圖逃離萬國的魯夫一行人，在動畫中追擊戰中對上香吉士與其交鋒，最後被香吉士擊敗；在漫畫中被娜美以宙斯雷霆天候擊倒。
偕同BIG MOM和海賊團成員前往和之國，在上岸時「百獸海賊團」的KING襲擊隨讓整艘船艦落入海中，除了BIG MOM掉入瀑布中並飄至和之國境內，其餘成員因並未翻船而安然待在和之國近海。金色神樂當天得知與百獸海賊團結盟，再次登入瀑布，又被原「白鬍子海賊團」的馬可踢下海。
名字來源取自英語的行動餐車（mobile catering, mobile kitchen cart, mobile diner）。
夏洛特·布勞尼（Charlotte Brownie，布朗尼）
聲優：宮崎寬務（日本）；符爽（台灣）
年齡：24歲，出身地：偉大的航路「萬國」。
夏洛特家族的第32個兒子（第58個子女），親生父親為BIG MOM第27任丈夫，BIG MOM海賊團船員。
有著淡紫色的長髪，喜愛睡覺，性格不受拘束的男子，使用武器為棒槌。擁有自己頭像的分艦。在家族與賓什莫克家的婚禮被搗亂後，與手足們聽從歐本的指示聚集在可可島警備魯夫一行人。與手足們試圖解剖被困在書中的尼吉士與約吉市，被放火闖入的麗珠與伊吉市痛毆。
名字來源取自英文的布朗尼蛋糕（Chocolate brownie）。
夏洛特·雷桑（Charlotte Raisin，雷贊）
聲優：阿座上洋平（日本）；符爽（台灣）
年齡：22歲，生日：3月23日，星座：牡羊座，出身地：偉大的航路「萬國」。
夏洛特家族的第33個兒子（第60個子女），親生父親為BIG MOM第29任丈夫，BIG MOM海賊團船員。
有著灰色刺刺的長髮、面色嚴肅的男子。使用武器為一把武士刀，會使用武裝色霸氣，同時也會使用六式中的月步。擅長分析戰術，例如考慮到魯夫逃走的可能手段。為「憤怒軍團」中的一員，與軍隊圍攻魯夫，在動畫中有砍中魯夫，將魯夫和娜美活捉回蛋糕城堡。在家族與賓什莫克家的婚禮被搗亂後，與手足們聽從歐本的指示聚集在可可島警備魯夫一行人，在魯夫試圖往空中逃走時，率先追到空中攻擊魯夫，但被現身救援魯夫的香吉士一腳踹中臉部墜落到建築物，在動畫中後從建築物中出來並捅傷了月獅子型態的波哥姆斯。
偕同BIG MOM和海賊團成員前往和之國，在上岸時「百獸海賊團」的KING襲擊隨讓整艘船艦落入海中，除了BIG MOM掉入瀑布中並飄至和之國境內，其餘成員因並未翻船而安然待在和之國近海。金色神樂當天得知與百獸海賊團結盟，再次登入瀑布，又被原「白鬍子海賊團」的馬可踢下海。
名字來源取自葡萄乾的英文（Raisin），形象参考自漫画火影忍者里的大反派宇智波斑。
夏洛特·馬斯卡邦波奴（Charlotte Mascarpone，馬斯卡爾波涅、馬斯卡波尼）
聲優：沼田祐介（日本）；符爽（台灣）
種族：混血蛇頭族，年齡：20歲，生日：2月27日，星座：雙魚座，出身地：偉大的航路「萬國」。
夏洛特家族的第34個兒子（第62個子女），與蕨斯卡邦波奴為龍鳳胎，親生父親為BIG MOM第31任丈夫。萬國裡掌管餐具島（Cutlery Island）桌具鎮（Table Town）的「食器大臣」（Minister of Tableware），BIG MOM海賊團船員。
黑色短捲髮，配戴頸環的年輕男子，使用武器是薙刀與弓箭。為「憤怒軍團」中的一員，與軍隊圍攻魯夫，成功將魯夫和娜美活捉回蛋糕城堡。參加家族與賓什莫克家的婚禮，在家族與賓什莫克家的婚禮被搗亂後，與同胞妹妹一起攻擊被母親擊落的麗珠，反被她以毒踢中脖子，隨即被斯姆吉用能力解毒，蛋糕城堡倒塌後和卡塔克利與布璃叡率軍進攻千陽號，準備擒拿魯夫等人，曾和喬絲卡絲波涅試圖利用布璃叡的果實能力傳送點火的箭矢點燃千陽號，被魯夫及時制止。
名字來源取自馬斯卡邦尼奶酪的英文（Mascarpone）。
夏洛特·尤恩（Charlotte Yuen）
聲優：成瀨誠（日本）；宋克軍（台灣）
年齡：19歲，生日：10月15日，星座：天秤座，出身地：偉大的航路「萬國」。
夏洛特家族的第35個兒子（第64個子女），親生父親為BIG MOM第32任丈夫，BIG MOM海賊團船員。
有著豆豆眼且笑容滿面的年輕男子，身材高大魁梧，使用武器為權杖，可以將權杖前端變成巨槌攻擊對手，擅長六式中的月步，並認為是很簡單的招數。在家族與賓什莫克家的婚禮被搗亂後，與手足們聽從歐本的指示聚集在可可島警備魯夫一行人，在哥哥雷桑被突襲的香吉士踢飛後，將試圖逃走的魯夫與香吉士擊落地面，迎擊現身突襲的杰爾馬66，被約吉士擊碎武器並以「卷力斷頭」捉住頸部甩擊而敗北。
名字來源取自日文讀法的湯圓；湯円（Yuen）。
夏洛特家十胞胎（男）（Charlotte Decuplets）
年齡：18歲，生日：12月2日，星座：射手座，出身地：偉大的航路「萬國」。
夏洛特家族的第36－40個兒子，與娜茲梅格、雅琪梅格、歐露梅格、哈露梅格、芙優梅格為十胞胎，親生父親為BIG MOM第33任丈夫。
全員特徵是豆豆眼、紫色頭髮，皆戴著禮帽。武器是鐮刀和隨身手槍，皆會使用六式中的月步，動畫中五人將法式長棍麵包當作投擲武器。
為「憤怒軍團」中一員，與軍隊圍攻魯夫，成功將魯夫和娜美活捉回蛋糕城堡。參加家族與賓什莫克家的婚禮，在爾馬暗殺計畫被搗亂後的期間，協同手足們對抗BIG MOM暗殺同盟的成員。在蛋糕城崩塌後，與手足們聽從歐本的指示聚集在可可島警備魯夫一行人，在魯夫逃出鏡面世界後開始圍攻魯夫與香吉士兩人。
名字前段是「紐」，來自日語的乳脂(Nyūshibō)，與名字後段依序是「12345」合起來命名。此外，十胞胎的設計來源為香港電影十兄弟。
夏洛特·紐一（Charlotte Newichi，紐伊）
聲優：新井良平（日本）；孫中台（台灣）
夏洛特家族的第36個兒子（第65個子女），十胞胎的男性成員，BIG MOM海賊團船員，也是十胞胎排序最大的，頭戴的禮帽為深紅色。
名字後段取自日文「1」的讀音，與名字前段是「紐（ニュー）」合起來命名。
夏洛特·紐二（Charlotte Newji，紐基）
聲優：岡本寬志（日本）；符爽（台灣）
夏洛特家族的第37個兒子（第66個子女），十胞胎的男性成員，BIG MOM海賊團船員。頭戴的禮帽為土黃色，也是唯一沒有繫領帶的。
名字後段取自日文「2」的讀音，與名字前段是「紐（ニュー）」合起來命名。
夏洛特·紐三（Charlotte Newsan，紐桑）
聲優：粕谷雄太（日本）；符爽／孫中台〈ep.873部分台詞〉（台灣）
夏洛特家族的第38個兒子（第67個子女），十胞胎的男性成員，BIG MOM海賊團船員。頭戴的禮帽為草綠色，手持拿著一把藍色的傘。
名字後段取自日文「3」的讀音，與名字前段是「紐（ニュー）」合起來命名。
夏洛特·紐四（Charlotte Newshi，紐希）
聲優：粕谷雄太（日本）；符爽〈ep.869、ep.872部分台詞〉／宋克軍〈ep.871起〉（台灣）
夏洛特家族的第39個兒子（第68個子女），十胞胎男性成員，BIG MOM海賊團船員。也是男性中最高大壯碩的，頭戴的禮帽為淺紫色。
超人系「亂亂果實」能力者，能與十胞胎合體變大；變身巨人後擁有十胞胎的特徵且手持巨大鐮刀。在可可島使用合體能力後，對上杰爾馬66的兒女們並將其打傷。
名字後段取自日文「4」的讀音，與名字前段是「紐（ニュー）」合起來命名。
夏洛特·紐五（Charlotte Newgo，紐各）
聲優：千葉俊哉（日本）；孫中台（台灣）
夏洛特家族的第40個兒子（第69個子女），十胞胎的男性成員，BIG MOM海賊團船員。十胞胎所有人裡最矮小的，頭戴的禮帽為淡藍色。為夏洛特家族最受歡迎的弟弟排行榜第2名。
名字後段取自日文「5」的讀音，與名字前段是「紐（ニュー）」合起來命名。
夏洛特·努加（Charlotte Nougat，努格）
聲優：荒井聰太（日本）；宋克軍（台灣）
年齡：17歲，出身地：偉大的航路「萬國」。
夏洛特家族的第41個兒子（第75個子女），親生父親為BIG MOM第34任丈夫，BIG MOM海賊團船員。
穿著類似巴西嘉年华的服飾風格的青年男子，武器為一把武士刀。在蛋糕城堡崩塌後，與手足們聽從歐本的指示聚集在可可島警備魯夫一行人，在魯夫逃出鏡面世界後開始圍攻魯夫與香吉士兩人，負責指揮砲擊。
名字來源取自英文的牛軋糖（nougat）。
夏洛特·安格雷（Charlotte Anglais）
聲優：菊池正美（日本）；宋克軍（台灣）
年齡：14歲，生日：10月19日，星座：天秤座，出身地：偉大的航路「萬國」。
夏洛特家族的第42個兒子（第78個子女），親生父親為BIG MOM第37任丈夫。為夏洛特家族最受歡迎的弟弟排行榜第1名。
個頭矮小的猿頭男孩，口頭禪「夜露死苦」。出場於蛋糕城堡內，騎著「歡樂友人」的毛毛蟲，向兄姊們報告寶物房有入侵者。
名字來源取自法文的英式奶黃醬，是一種輕度澆注的奶黃，用作甜點的奶油或沙司。形象参考自日本的暴走族。
夏洛特·維洛（Charlotte Wiro，維羅）
種族：混血蛇頭族，年齡：12歲，出身地：偉大的航路「萬國」。
夏洛特家族的第43個兒子（第80個子女），親生父親為BIG MOM第39任丈夫。
頭髮為紅色鳥窩頭，手拿著一本書的男孩。出場於蛋糕城堡內。
名字取自英語的外郎糕，是一種傳統的日本蒸糕，由米粉和糖製成。
夏洛特·多夏（Charlotte De-Chat）
種族：混血魚人族，年齡：11歲，出身地：偉大的航路「萬國」。
夏洛特家族的第44個兒子（第81個子女），親生父親為BIG MOM第40任丈夫。
頭髮為龐克頭，身材胖胖的男孩。出場於蛋糕城堡內，捧著妹妹諾爾蔓德。
名字取自法文的貓舌餅（langue de chat）。
夏洛特·多爾崔（Charlotte Dolce，德爾謝）
聲優：日比愛子（日本）；連婉鈞（台灣）
年齡：9歲，生日：2月21日，星座：雙魚座，出身地：偉大的航路「萬國」。
夏洛特家族的第45個兒子（第83個子女），與多拉吉為雙胞胎，親生父親為BIG MOM第42任丈夫。為夏洛特家族最受歡迎的弟弟排行榜第3名。
綁在氣球上飄著的胖胖雙胞胎男孩之一，穿著紫色條紋褲。出場於蛋糕城堡內。
名字來源取自義大利文的甜食（廚房）。
夏洛特·多拉吉（Charlotte Dragée，德拉杰）
聲優：森下由樹子（日本）；詹雅菁（台灣）
年齡：9歲，生日：2月21日，星座：雙魚座，出身地：偉大的航路「萬國」。
夏洛特家族的第46個兒子（第84個子女），與多爾崔為雙胞胎，親生父親為BIG MOM第42任丈夫。
綁在氣球上飄著的胖胖雙胞胎男孩之一，穿著綠色條紋褲。出場於蛋糕城堡內。
名字來源取自法語的糖衣果仁，是一種帶有硬殼的糖果大小的形式，通常用於除食用之外的其他目的。

#### 女兒
夏洛特·肯珀特（Charlotte Compote，康珀特）
聲優：金月真美（日本）；詹雅菁（台灣）
年齡：49歲，生日：10月15日，星座：天秤座。
夏洛特家族的第1個女兒（第2個子女），親生父親為BIG MOM第2任丈夫。萬國裡掌管水果島（Fruits Island） 酸果汁鎮（Punch Town）的「水果大臣」（Minister of Fruits），BIG MOM海賊團船員。
頭戴盛有水果甜點拼盤的透明碗，身型壯碩的中年女子，青色長髮分成兩束，是外貌最像BIG MOM的女兒，性格相當冷靜且嚴肅。被火戰車海賊團的比特評為怪物，是除甜點三將星以外的強者及核心成員。
參加家族與賓什莫克家的婚禮，之後目睹婚禮和暗殺計畫被搗亂。在蛋糕城堡倒下後，與艦隊開始包圍西南海岸，追擊試圖逃離萬國的草帽海賊團與火戰車海賊團。
偕同BIG MOM和海賊團成員前往和之國，在上岸時「百獸海賊團」的KING襲擊隨讓整艘船艦落入海中，除了BIG MOM掉入瀑布中並飄至和之國境內，其餘成員因並未翻船而安然待在和之國近海。金色神樂當天得知與百獸海賊團結盟，再次登入瀑布，又被原「白鬍子海賊團」的馬可踢下海。
名字來源取自英文的糖煮水果（Compote）和高脚果盘。夸张的水果帽子可能参考了巴西著名歌星、后以卓越的歌舞才艺在百老汇、好莱坞活跃的卡门·米兰达的造型。人物造型取自卡門·米蘭達。
夏洛特·蒙黛（Charlotte Monder(Mondée)，夢蒂、蒙蒂、蒙德）
聲優：齊藤貴美子（日本）；連婉鈞（台灣）
種族：混血蛇頭族，年齡：47歲，生日：12月10日，星座：射手座。
夏洛特家族的第2個女兒（第6個子女），與亞蔓德、亞修、艾芙蕾為四胞胎，親生父親為BIG MOM第4任丈夫，BIG MOM海賊團船員。
頭戴寬禮帽，綠色長卷髮，臉部肥大且身材肥胖的女子（多次登場外貌略有差異），使用武器為一把長劍及隨身手槍，慣用手為左手。出席蒙德爾清點闖入者的會議，參加家族與賓什莫克家的婚禮，在爾馬暗殺計畫被搗亂後的期間，協同手足們對抗BIG MOM暗殺同盟的成員。在蛋糕城堡倒下後，在堅果島上追擊魯夫和布璃叡未果。
名字來源取自法文的去壳杏仁（amande mondée）後段。
夏洛特·亞蔓德（Charlotte Amande，阿曼德）
聲優：水田山葵（日本）；連婉鈞（台灣）
種族：混血蛇頭族，年齡：47歲，生日：12月10日，星座：射手座。
夏洛特家族的第3個女兒（第7個子女），與蒙黛、亞戍、艾芙蕾為四胞胎，親生父親為BIG MOM第4任丈夫。為夏洛特家族最受歡迎的姊姊排行榜第2名。萬國裡掌管果實島（Nuts Island）花生鎮（Peanuts Town）的「果實大臣」（Minister of Nuts），外號「鬼夫人」（Demon Lady），BIG MOM海賊團船員。
頭上戴著一頂超寬的女式花帽，一頭藍綠色長捲髮，外貌身材修長，叼著煙且厚嘴唇的女子。性格相當殘忍且冷血，是名高金額懸賞犯。持有武器為名刀「白魚」（Shirauo），是一柄細長武士刀。
茶會開始前3天時正在襲擊某座島奪取雞蛋，準備一起參與為普琳的婚禮準備儀式。在茶會開始前因將星慨烈卡被打倒，而參與憤怒軍團中一員，前來向魯夫報仇，討伐中將古樹王砍成兩半，抓住並拿取娜美的生命紙，確認這生命紙是羅拉的，也明白歡樂友人為何無法戰鬥，認為得向BIG MOM匯報此事，並惋惜表示指令是說要活捉魯夫他們，出席蒙德爾清點闖入者的會議。參加家族與賓什莫克家婚禮，在蛋糕城堡倒下後，事後登上堅果島的蛋糕塔軍艦前往西南海岸，接到蒙德爾的指令後率領所有軍艦包圍千草帽海賊團，目睹他們搭著千陽號逃走包圍網，後回到堅果島目睹BIG MOM發瘋襲擊堅果島，試圖阻止但無用，發現擄走布璃叡的魯夫，並向魯夫發動襲擊被逃過，在BIG MOM破壞完離開堅果島後，對於人民的抱怨無法反駁。
偕同BIG MOM和海賊團成員前往和之國，在上岸時「百獸海賊團」的KING襲擊隨讓整艘船艦落入海中，除了BIG MOM掉入瀑布中並飄至和之國境內，其餘成員因並未翻船而安然待在和之國近海。金色神樂當天得知與百獸海賊團結盟，再次登入瀑布，又被原「白鬍子海賊團」的馬可踢下海。
名字來源取自法文的大杏仁。人物外型取自都市传说八尺大人也可能参考了最著名有邪性的肖像画《雨中女郎》。名刀白鱼取自于银鱼。
| 亞曼德的招式    | 亞曼德的招式                                   | 簡介 |
| 基本技          | 延伸技                                         | 簡介 |
| --------------- | ---------------------------------------------- | ---- |
| 劍術            |                                                |      |
| 緩慢華爾滋 （スローバラード） | 以最緩慢的速度將對手砍成兩半，藉此讓對手痛苦。 |      |
| 慢板圓舞曲 （スローワルツ） | 以自身為中心持刀劃出圓形軌跡，攻擊週圍的事物。 |      |
夏洛特·亞戍（Charlotte Hachée，亞修、雅修）
種族：混血蛇頭族，年齡：47歲。
夏洛特家族的第4個女兒（第8個子女），與蒙黛、亞蔓德、艾芙蕾為四胞胎，親生父親為BIG MOM第4任丈夫，BIG MOM海賊團船員。
一頭長捲髮，頭戴寬禮帽，身材修長、叼著煙且厚嘴唇的女子，手持長劍。參加家族與賓什莫克家的婚禮。並未在動畫登場。
名字來源取自法文的杏仁碎（amande hachée）後段。
夏洛特·艾芙蕾（Charlotte Effiler (Effilée)，埃芙蕾）
聲優：日比愛子（日本）；許淑嬪（台灣）
種族：混血蛇頭族，年齡：47歲，生日：12月10日，星座：射手座。
夏洛特家族的第5個女兒（第9個子女），與蒙黛、亞蔓德、亞戍為四胞胎，親生父親為BIG MOM第4任丈夫，BIG MOM海賊團船員。
一頭淺藍紫色長捲髮，頭戴寬禮帽，外貌身材修長、叼著煙、厚嘴唇的女子，使用武器為雙持長管手槍，同胞四姐妹唯一用槍的。參加家族與賓什莫克家的婚禮，在爾馬暗殺計畫被搗亂後的期間，協同手足們對抗BIG MOM暗殺同盟的成員。在蛋糕城堡倒下後，在堅果島上射擊魯夫被反擊的手忙腳亂。
偕同BIG MOM和海賊團成員前往和之國，在上岸時「百獸海賊團」的KING襲擊隨讓整艘船艦落入海中，除了BIG MOM掉入瀑布中並飄至和之國境內，其餘成員因並未翻船而安然待在和之國近海。金色神樂當天得知與百獸海賊團結盟，再次登入瀑布，又被原「白鬍子海賊團」的馬可踢下海。
名字來源取自法文的切片杏仁（amande effilée）後段。
夏洛特·卡絲塔德（Charlotte Custard，卡斯塔德）
聲優：鹿野優以（日本）；許淑嬪（台灣）
年齡：45歲，生日：2月28日，星座：雙魚座，出身地：船上。
夏洛特家族的第6個女兒（第16個子女），與慨烈卡、安潔兒為龍鳳胎，親生父親為BIG MOM第6任丈夫，BIG MOM海賊團船員。
頭上有花的頭飾，有著深藍色中短髮、面貌年輕且身材纖細的女子，使用武器為一把長劍和隨身手槍。擁有自己頭像的分艦。餐加家族與賓什莫克家的婚禮，在爾馬暗殺計畫被搗亂後的期間，協同手足們對抗BIG MOM暗殺同盟的成員。後在蛋糕城堡崩塌後，偕同其餘手足組成「培基討伐隊」在海上追擊，試圖逃離萬國的培基一行人，但因地盤海牛無反應而追丟。
偕同BIG MOM和海賊團成員前往和之國，在上岸時「百獸海賊團」的KING襲擊隨讓整艘船艦落入海中，除了BIG MOM掉入瀑布中並飄至和之國境內，其餘成員因並未翻船而安然待在和之國近海。金色神樂當天得知與百獸海賊團結盟，再次登入瀑布，又被原「白鬍子海賊團」的馬可踢下海。
名字來源取自英文的奶黃（Custard）。
夏洛特·安哲爾（Charlotte Angel，安潔兒、安潔露）
年齡：45歲，生日：2月28日，星座：雙魚座，出身地：船上。
夏洛特家族的第7個女兒（第17個子女），與慨烈卡、卡斯塔德為龍鳳胎，親生父親為BIG MOM第6任丈夫，BIG MOM海賊團船員。
粉紫色(棕色)頭髮梳分成兩段翹長頭髮，面貌年輕且身材纖細的女子，使用武器為一把長劍及隨身手槍。參加家族與賓什莫克家的婚禮，在爾馬暗殺計畫被搗亂後的期間，協同手足們對抗BIG MOM暗殺同盟的成員。
偕同BIG MOM和海賊團成員前往和之國，在上岸時「百獸海賊團」的KING襲擊隨讓整艘船艦落入海中，除了BIG MOM掉入瀑布中並飄至和之國境內，其餘成員因並未翻船而安然待在和之國近海。金色神樂當天得知與百獸海賊團結盟，再次登入瀑布，又被原「白鬍子海賊團」的馬可踢下海。
名字來源取自法文的「angel pie」，為日本森永製菓在1958年販售的一種巧克力派或是天使蛋糕。
夏洛特·布璃叡（Charlotte Brulee，布蕾）
聲優：三田友子（日本）；連婉鈞（台灣）
年齡：43歲，生日：3月6日，身高：350公分，星座：雙魚座，血型：S型，出身地：某個港口，喜歡的食物：奶油布蕾、甜甜圈。
夏洛特家族的第8個女兒（第19個子女），與布蘿華耶為雙胞胎，親生父親為BIG MOM第8任丈夫。為夏洛特家族最受歡迎的姊姊排行榜第3名。BIG MOM海賊團船員及誘惑森林的魔女。
淺紫色尖中長髮，身形高挑，臉上有條長傷疤，長相如同巫婆的中年女子，獨特笑聲是「咿咿咿」（Wiwwiwwiwwi），有向美人施虐的變態性格，使用武器為長鐮刀。因外貌衣著關係，被凱洛特和魯夫認為是樹。經常在協助家族作戰時，誤打誤撞作出令敵方掌握把柄和情報的舉動，甚至數度被迫幫助敵方。
超人系「鏡面果實」能力者，鏡面人，擁有變身成他人、但並非完全一模一樣，而是如同鏡像一般左右對稱，反射敵方攻擊、將指定對象困在鏡面世界、自由出現在任何有鏡子的地方的能力。也能透過鏡面世界在領域內傳送大軍。
童年時期被曾遭卡塔克利修理的小混混惡意報復，臉部遭砍留下難以恢復的傷疤，但並不怪罪卡塔克利，使其漸漸成為家族中的中流砥柱，並與他關係良好。
與蘭道夫在誘惑森林襲擊娜美與魯夫等人，在誘惑森林中先變成魯夫的外觀，並有著和魯夫一樣的橡膠果實能力，與真實的魯夫纏鬥起來，後來抓住凱洛特與喬巴，被娜美以「晴天霹靂」擊敗暫時逃離，於鏡面世界協同手下捉捕凱洛特與喬巴，結果被凱洛特與發動怪物型態的喬巴聯手使計擊敗，被喬巴及凱洛特抓住後在被凱洛特不斷搔癢的拷問之下不得已向兩者透露鏡面世界的使用方法，被迫幫助凱洛特與喬巴尋找夥伴。在喬巴救出布魯克時說過，BIG MOM是「來者不拒，去者不容」的，不管來的是誰，就算是敵人她都接受，但絕不允許離開，離開的方法只有死，對於異父妹雪紡未勸阻草帽海賊團、培基和凱薩聯手暗殺BIG MOM一事感到震怒。在培基提及要用她的能力來逃離時，因恐懼被BIG MOM殺死，想著要如何告訴BIG MOM培基的叛變計畫。被迫幫助草帽海賊團、培基、凱薩執行BIG MOM的暗殺計畫，婚禮開始前被魯夫利用其能力，將森林捕獲的生物變成魯夫的分身干擾BIG MOM的注意力。在暗殺計劃失敗後，她被卡塔克利捉回質問，為阻止草帽海賊團、培基、凱薩逃跑而短暫變身成培基的模樣作戰。偕同卡塔克利率兵追捕草帽海賊團，暗地向普琳通報BIG MOM、草帽海賊團、歐本將抵達可可島的消息，反被魯夫擄走並利用其能力多度逃出鏡面世界。波哥姆斯擄走布璃叡利用其能力幫助魯夫脫困後，布璃叡感謝卡塔克利長久以來的付出，告知魯夫等人已逃出萬國的消息。布璃叡使用能力幫助歐本將囚禁尼吉士和約吉士的囚犯書運送到蛋糕島。她向慨烈卡報告說，麗珠和伊吉士在巧克力鎮；兩人去島上調查。他們未能阻止普琳被黑鬍子海賊團綁架，整座鎮和鎮民及慨烈卡被凍結，而她在一旁焦急痛哭。
名字來源取自法文的烤布蕾(Crème brûlée)後段。人物外型取自巫婆。
| 布璃叡的招式  | 布璃叡的招式 | 簡介 |
| 基本技        | 延伸技 | 簡介 |
| ------------- | --- | ---- |
| 「鏡面果實」  | |      |
| 變身          | 從雙手中製造出一面鏡子，可將任何被鏡子照射的對象變成指定對象的模樣，但外觀並非完全一樣，而是如同鏡像一般左右對稱。若是變身成能力者，則可在變身持續期間使用該能力者的招式，但是若實行在動物上，只會讓外貌改變，其叫聲和身體素質都不會改變。唯有能力者再利用鏡子照射被變身的對象，方可恢復模樣。 |      |
| 反射 （リフレクション）     | 從雙手中製造出一塊巨大鏡子，在對手攻擊的時候吸收攻擊，隨後原封不動的將碰到鏡子的攻擊反射回去。此招的原理就像是鏡子會將射來的光線反射回去一樣，向鏡子出拳那拳頭自然也會反射回去。 |      |
| 鏡面世界 （ミロワールト） | 從雙手中製造出一塊巨大鏡子，鏡子會在碰到目標的同時化為流體狀，便會將觸碰鏡子的敵人吸進鏡面世界。鏡面世界的外觀就如同扭曲的黑白方格棋盤，上頭佈滿著無數的鏡子，這些鏡子和圓蛋糕島上的任何一面鏡子都是相通的，透過穿越鏡子可以達到瞬間移動的效果。 被困在鏡面世界中的目標，雙腳會被銬上腳鐐和鐵球來限制行動，只有能力者本人能在鏡面世界中自由穿行。但是圓蛋糕島的民眾可透過鏡子，看見被困在鏡面世界裡的目標。鏡面世界中的目標可在觸碰能力者的時候，自由進出鏡面世界。每面鏡子擁有自己的意識且記得自己照映過的人事物，當能力者和指定對象欲透過鏡子尋找相關人事物時，透過口語詢問或將欲搜尋的目標相關物品（如肖像畫、照片等）擺在鏡子前，最接近搜尋目標所在處的鏡子將會告知該目標的去向。镜子果实的能力还可能参考了《爱丽丝镜中奇遇记》，书中的镜子是通往异界的大门。 |      |
夏洛特·布蘿華耶（Charlotte Broyé，普羅華伊、布洛懷耶）
聲優：不詳（日本）；連婉鈞（台灣）
年齡：43歲，生日：生日：3月6日，星座：雙魚座，出身地：某個港口。
夏洛特家族的第9個女兒（第20個子女），與布璃叡為雙胞胎，親生父親為BIG MOM第8任丈夫。萬國裡掌管蛋白霜島（Milenge Island）蛋白霜鎮（Muringe Town）的「蛋白脆餅大臣」（Minister of Meringue），BIG MOM海賊團船員。
頭上帶著皇冠，有著淡粉紅色翹中短髮、面貌年輕且身材纖細的女子，武器為細長劍。參加家族與賓什莫克家的婚禮，在爾馬暗殺計畫被搗亂後的期間，協同手足們對抗BIG MOM暗殺同盟的成員。在蛋糕城堡倒下時，驚慌坐倒在地。與艦隊開始包圍西南海岸，追擊試圖逃離萬國的草帽海賊團與火戰車海賊團。
偕同BIG MOM和海賊團成員前往和之國，在上岸時「百獸海賊團」的KING襲擊隨讓整艘船艦落入海中，除了BIG MOM掉入瀑布中並飄至和之國境內，其餘成員因並未翻船而安然待在和之國近海。金色神樂當天得知與百獸海賊團結盟，再次登入瀑布，又被原「白鬍子海賊團」的馬可踢下海。
名字來源取自法文的Broyé，是法國新阿基坦大區一種傳統蛋糕。名字也可能取自法语broyée，意为碾碎、磨碎，胞姐布蕾的名字在法语中除了名词、也有动词的意思。人物外型取自于迪士尼公主。
夏洛特·馬戍（Charlotte Mash，瑪修）
聲優：關根有咲（日本）
年齡：40歲，生日：12月16日，星座：射手座。
夏洛特家族的第10個女兒（第26個子女），與摩斯卡特、康斯塔琪為龍鳳胎，親生父親為BIG MOM第11任丈夫，BIG MOM海賊團船員。
咖啡色長髮綁著公主頭、身材橢圓身型的肥胖女子，使用武器為隨身手槍及長劍。參加家族與賓什莫克家的婚禮，在爾馬暗殺計畫被搗亂後的期間，協同手足們對抗BIG MOM暗殺同盟的成員。在蛋糕城堡倒下後，與艦隊開始包圍西南海岸，追擊試圖逃離萬國的草帽海賊團與火戰車海賊團。
名字來源取自英文的澱粉糖化（Mashing）或是馬鈴薯泥（Mashed potato）。
夏洛特·康斯塔琪（Charlotte Cornstarch，空斯塔奇）
聲優：鶴田真希（日本）
年齡：40歲，生日：12月16日，星座：射手座。
夏洛特家族的第11個女兒（第27個子女），與摩斯卡特、瑪修為龍鳳胎，親生父親為BIG MOM第11任丈夫。萬國裡掌管愛慕島（Loving Island）博愛鎮（Love Town）的「愛情大臣」（the Minister of Love），BIG MOM海賊團船員。
將頭髮梳的高高且身型呈現福態的中年女子，動畫中會使用六式中的月步。參加家族與賓什莫克家的婚禮，在爾馬暗殺計畫被搗亂後的期間，協同手足們對抗BIG MOM暗殺同盟的成員，與聖馬爾克、巴薩斯用月步追擊凱薩及培基，被賈吉士擊倒在地。在蛋糕城堡倒下後，與艦隊開始包圍西南海岸，追擊試圖逃離萬國的草帽海賊團與火戰車海賊團。
偕同BIG MOM和海賊團成員前往和之國，在上岸時「百獸海賊團」的KING襲擊隨讓整艘船艦落入海中，除了BIG MOM掉入瀑布中並飄至和之國境內，其餘成員因並未翻船而安然待在和之國近海。金色神樂當天得知與百獸海賊團結盟，再次登入瀑布，又被原「白鬍子海賊團」的馬可踢下海。
名字來源取自英文的玉米澱粉（Corn starch）。人物外型取自神仙教母。
夏洛特·摩茲爾特（Charlotte Mozart，蒙澤爾特、莫茨阿爾特）
年齡：37歲，生日：12月20日，星座：射手座。
夏洛特家族的第12個女兒（第31個子女），與瑪妮耶為雙胞胎，親生父親為BIG MOM第14任丈夫，BIG MOM海賊團船員。
有著兩種顏色小丑形狀的髮型，身形細長外貌年輕的女子，使用武器為隨身手槍。參加家族與賓什莫克家的婚禮，在爾馬暗殺計畫被搗亂後的期間，協同手足們對抗BIG MOM暗殺同盟的成員。
名字來源取自英文莫札特巧克力（Mozart ball）也可能取自著名音乐家莫扎特Mozart，遵循音乐主题。人物外型取自DC漫画蝙蝠侠里的反派小丑女。
夏洛特·瑪妮耶（Charlotte Marnier，瑪爾妮怡）
聲優：鹿野優以（日本）；詹雅菁〈ep.834〉／連婉鈞〈ep.841〉（台灣）
年齡：37歲，生日：12月20日，星座：射手座。
夏洛特家族的第13個女兒（第32個子女），與摩茲爾特雙胞胎，親生父親為BIG MOM第14任丈夫。萬國裡掌管酵母菌島（Kibo Island）酵母菌鎮（Kubo Town）的「酵母大臣」（Minister of Yeast），BIG MOM海賊團船員。
有著兩種顏色全圓形狀的髮型，身形細長外貌年輕的女子，使用武器為手杖和隨身手槍。參加家族與賓什莫克家的婚禮，在爾馬暗殺計畫被搗亂後的期間，協同手足們對抗BIG MOM暗殺同盟的成員，蛋糕城堡倒塌後留在圓蛋糕島上協助蒙德爾。
名字來源取自是英文的法國利口酒品牌柑曼怡後段。
夏洛特·斯姆吉（Charlotte Smoothie，斯慕吉）
夏洛特家族的第14個女兒（第35個子女），BIG MOM海賊團「甜點三將星」之一。
夏洛特·希特瓏（Charlotte Citron，希朵瓏、斯特隆）
聲優：今野宏美（日本）；連婉鈞〈ep.867〉/詹雅菁〈ep.868、872〉（台灣）
種族：混血長腳族，年齡：35歲，生日：10月12日，星座：天秤座，出身地：偉大的航路「萬國」。
夏洛特家族的第15個女兒（第36個子女），與斯姆吉、希娜蒙為三胞胎，親生父親為BIG MOM第16任丈夫。萬國裡掌管蛋黃島（Kimi Island）蛋白鎮（Shiromi Town）的「蛋大臣」（the Minister of Eggs），BIG MOM海賊團船員。為第一批降生萬國的子女。
有著高大蛋形中廣身材，一頭棕色尖長髮，左腿有十字紋身的女子，使用武器為劍。參加家族與賓什莫克家的婚禮，目睹杰爾馬暗殺計畫被搗亂，在蛋糕城堡崩塌後，偕同BIG MOM與其餘手足組成艦隊追擊試圖逃離萬國的草帽海賊團與火戰車海賊團。在斯姆吉發動果實能力時，要她別再殺害部下以及變大身體以免將船弄沉(漫畫版)。
名字來源取自英文的枸櫞（Citron）。
夏洛特·希娜蒙（Charlotte Cinnamon，斯納蒙）
聲優：鈴木真仁（日本）；詹雅菁〈ep.831、833〉/連婉鈞〈ep.868〉（台灣）
種族：混血長腳族，年齡：35歲，生日：10月12日，星座：天秤座，出身地：偉大的航路「萬國」。
夏洛特家族的第16個女兒（第37個子女），與斯姆吉、希朵瓏為三胞胎，親生父親為BIG MOM第16任丈夫。為第一批降生萬國的子女，BIG MOM海賊團船員。
綁成馬尾的深褐色長髮，身材高大修長，左腿有紋身，神情自信的女子。個性驕傲，認為男性相當愚蠢。使用武器為隨身手槍及長劍，劍鞘為螺旋造型。參加家族與賓什莫克家的婚禮，原本負責開槍暗殺爾馬，但因BIG MOM的怪叫而沒能達成計畫。在蛋糕城堡崩塌後，偕同BIG MOM與其餘手足組成艦隊追擊試圖逃離萬國的草帽海賊團與火戰車海賊團。在斯姆吉發動果實能力時，要她別再殺害部下以及變大身體以免將船弄沉(動畫版)。
名字來源取自英文的肉桂 （Cinnamomum cassia）。
夏洛特·梅莉哲（Charlotte Melise，梅莉潔、梅麗澤）
年齡：33歲，出身地：偉大的航路「萬國」。
夏洛特家族的第17個女兒（第40個子女），親生父親為BIG MOM第18任丈夫，BIG MOM海賊團船員。
穿著鬱金香造型的粉色連身裙，頭上有著鹿角的棕色長髮女子。出席蒙德爾清點闖入者的會議。並未在動畫登場。
名字來源取自caramelise，一種搭配焦糖製作的餅乾，或是焦糖化是糖的褐變，在烹飪中廣泛使用以產生甜堅果味和褐色的過程。
夏洛特·賈萊特（Charlotte Galette，嘉蕾特）
聲優：前田愛（日本）；詹雅菁（台灣）
年齡：31歲，生日：10月19日，星座：天秤座，出身地：偉大的航路「萬國」。
夏洛特家族的第18個女兒（第42個子女），與寶瓦兒為雙胞胎，親生父親為BIG MOM第20任丈夫。萬國裡掌管瑪琪琳島（Margarine Island）奶油鎮（Butter Town）的「奶油大臣」（Minister of Butter），BIG MOM海賊團船員。
身高中等、頭上有兩支小惡魔角，留著卷髮尾的桃紅色中長髮，右眼被頭髮遮掩，神態冷漠的女子，隨身武器為手槍。
超人系「奶油果實」能力者，黃油人，能操縱和憑空製造出黃油來束縛住對手。
在慨烈卡敗給魯夫時感到吃驚，偕同手足們向國民發出了“海賊來襲”的警報，並組織一支「憤怒軍團」前來向魯夫報仇，戰鬥中使用能力束縛住娜美，但對娜美能降下巨雷感到意外，最後與團隊成功將魯夫擊敗，將魯夫和娜美帶走。參加在家族聚會中統整敵人資訊時懷疑歐佩拉哥哥是否真的殺死魯夫。參加家族與賓什莫克家的婚禮，原本負責開槍暗殺爾馬，但因BIG MOM的怪叫而沒能達成計畫。自草帽海賊團、培基、凱薩等人暗殺BIG MOM的計劃失敗後，偕同手足重傷制服為BIG MOM暗殺同盟爭取時間的魯夫、香吉士、杰爾馬66。後來蛋糕城堡被玉手箱裡激活的炸藥引發大規模爆炸摧毀要從高空墜落之時，嚇得驚慌失措，及時被卡塔克利解救而保住一命，事後偕同BIG MOM與其餘手足組成艦隊追擊試圖逃離萬國的魯夫一行人。
偕同BIG MOM和海賊團成員前往和之國，動畫中負責使用加特林近防炮攻擊KING，在上岸時「百獸海賊團」的KING襲擊隨讓整艘船艦落入海中。除了BIG MOM掉入瀑布中並飄至和之國境內，其餘成員因並未翻船而安然待在和之國近海。其提出BIG MOM是能力者很可能被淹死，或被敵人撈上來抓住，若幸運地被衝上岸，也因是敵人地盤，很容易就被抓住。金色神樂當天得知與百獸海賊團結盟，對此更在乎取得魯夫的首級向全世界宣告，爬上瀑布至高點時，又被原「白鬍子海賊團」的馬可踢下海。
名字來源取自英文的法國美食中使用的一個術語，各種類型的扁平圓形或不規則形狀的脆皮蛋糕。
夏洛特·寶瓦兒（Charlotte Poire，波娃爾）
聲優：麗美（日本）；詹雅菁（台灣）
年齡：31歲，生日10月19日，星座：天秤座，出身地：偉大的航路「萬國」。
夏洛特家族的第19個女兒（第43個子女），與賈萊特為雙胞胎，親生父親為BIG MOM第20任丈夫，BIG MOM海賊團船員。
身材輕盈，留有桃紅色雙馬尾頭髮，有著與卡塔克利相似的裂嘴且鋒利尖牙的女子，覆蓋著一頂熊貓帽。持有武器則為手拿型機槍和劍。她有42個哥哥姐姐和42個弟弟妹妹，她是排行最中間的孩子。參加家族與賓什莫克家的婚禮，在茶會上與外貌是青蛙的「歡樂友人」聊天；後目睹婚禮被搗亂，與手足們包圍企圖暗殺BIG MOM的草帽海賊團與火戰車海賊團，並用機槍與其交戰，當培基、伊吉士襲擊卡塔克利時顯露激動的情緒。
偕同BIG MOM和海賊團成員前往和之國，在上岸時「百獸海賊團」的KING襲擊隨讓整艘船艦落入海中，除了BIG MOM掉入瀑布中並飄至和之國境內，其餘成員因並未翻船而安然待在和之國近海。金色神樂當天得知與百獸海賊團結盟，再次登入瀑布，又被原「白鬍子海賊團」的馬可踢下海。
名字來源取自法文的梨子（Poire)。可能还有威廉梨利口酒Poire Williams，或者梨百丽poire belle Hélène。人物外型取自日本都市怪谈之一的裂口女。
夏洛特·普莉姆（Charlotte Prim，普利姆）
種族：混血章魚人魚，年齡：29歲，生日：7月22日，星座：巨蟹座，出身地：偉大的航路「萬國」。
夏洛特家族的第20個女兒（第46個子女），與普萊麗芮為雙胞胎，親生父親為BIG MOM第22任丈夫，BIG MOM海賊團船員。
中長金髮，皮膚黝黑，使用武器為三叉戟。在家族與賓什莫克家的婚禮被魯夫一行人搗亂後，與手足們聽從歐本的指示聚集在可可島警備魯夫一行人。與手足們試圖解剖尼吉士與約吉市。
名字來源取自英文的由牛奶製成的挪威奶酪。还可能取自普珥节purim，互赠食物、享用大餐的犹太教节日。
夏洛特·普萊麗芮（Charlotte Praline，普拉琳涅）
聲優：橘U子（日本）；詹雅菁（台灣）
種族：混血雙髻鯊人魚，年齡：29歲，生日：7月22日，身高：800公分，星座：巨蟹座，血型：S型RH-，出身地：偉大的航路「萬國」，喜歡的食物：蛤蜊湯。
夏洛特家族的第21個女兒（第47個子女），與普莉姆為雙胞胎，親生父親為BIG MOM第22任丈夫。萬國裡掌管獨特島（Unique Island）奇想鎮（Fancy Town）的前任「設計大臣」（Minister of Design），前任BIG MOM海賊團船員。太陽海賊團船長之妻。
名字來源取自法文的比利時果仁糖。用歌喉诱惑海蛞蝓的能力参考了希腊神话中以歌声诱惑水手的海妖塞壬。
夏洛特·雪紡（Charlotte Chiffon，戚風）
聲優：久川綾（日本）；許淑嬪〈ep.783-829〉／詹雅菁〈ep.840起〉（台灣）；曾月娥（香港）
年齡：26歲，生日：1月27日，身高：215公分，星座：水瓶座，血型：F型，出身地：偉大的航路「萬國」，喜歡的食物：巧克力戚風蛋糕。
夏洛特家族的第22個女兒（第52個子女），與羅拉為雙胞胎，親生父親為BIG MOM第25任丈夫。萬國裡掌管鬆軟島（Fluffy Island(Funwari Island)）鬆綿鎮（Fuwarin Town）的前任「鬆軟大臣」（Minister of Puffs），前任BIG MOM海賊團船員。火戰車海賊團船長/頭目之妻。
名字來源取自英文的戚風蛋糕（Chiffon cake）。
夏洛特·羅拉（Charlotte Lola，蘿拉）
聲優：久川綾（日本）；許淑嬪（台灣）；曾月娥（香港）
年齡：26歲，生日：1月27日，身高：215公分，星座：水瓶座，血型：F型，出身地：偉大的航路「萬國」，喜歡的食物：巧克力噴泉。
夏洛特家族的第23個女兒（第53個子女），與雪紡為雙胞胎，親生父親為BIG MOM第25任丈夫。萬國裡掌管可可島（Cacao Island）巧克力鎮（Chocolat Town）的前任「巧克力大臣」（Minister of Chocolate），前任BIG MOM海賊團船員。翻滾海賊團船長。懸賞金額：2,400萬貝里。現為火戰車海賊團殺手之妻。
名字來源取自法文的瑞士捲（Gâteau roulé）。
夏洛特·瑪布爾（Charlotte Marble）
聲優：不明（日本）；詹雅菁（台灣）
種族：混血長手族，年齡：25歲，生日：11月17日，星座：天蠍座，出身地：偉大的航路「萬國」。
夏洛特家族的第24個女兒（第55個子女），與毛比爾、苗柯魯、梅布爾為龍鳳胎，親生父親為BIG MOM第26任丈夫，BIG MOM海賊團船員。
頭戴警帽、身穿蓬蓬燈籠褲，大波浪粉紅色長髮的女子，使用武器是雙持手槍。在家族與賓什莫克家的婚禮被魯夫一行人搗亂後，與手足們聽從歐本的指示聚集在可可島警備魯夫一行人。
名字來源取自英文的大理石蛋糕（Marble Cake）或是大理石奶酪是通過將兩種不同顏色的凝乳，乾酪凝乳或加工乾酪混合而成的。
夏洛特·苗柯魯（Charlotte Myukuru，繆柯露、繆庫露）
聲優：石橋桃（日本）；連婉鈞（台灣）
種族：混血長手族，年齡：25歲，生日：11月17日，星座：天蠍座，出身地：偉大的航路「萬國」。
夏洛特家族的第25個女兒（第56個子女），與毛比爾、瑪布爾、梅布爾為龍鳳胎，親生父親為BIG MOM第26任丈夫，BIG MOM海賊團船員。
淡藍色短髮與褐皮膚、身高中等的女子，手肘的部分類似巨大的球型關節，衣服胸前標有白色數字“100”，使用武器為一把配劍。為憤怒軍團中的一員，與軍隊圍攻魯夫並擊敗，將魯夫和娜美活捉回蛋糕城堡，在囚人圖書館送BIG MOM的電話蟲和魯夫與娜美談話，出席蒙德爾清點闖入者的會議。在家族與賓什莫克家的婚禮時在蛋糕城堡內照顧年幼的弟弟妹妹，婚禮被魯夫一行人搗亂後，與手足們聽從歐本的指示聚集在可可島警備魯夫一行人。
名字裡的前段Myu與後段的kuru對調後即為「Kurumiyu」，kurumi為日語的核桃，yu為日語的油。
夏洛特·梅布爾（Charlotte Maple，梅普爾）
種族：混血長手族，年齡：25歲，生日：11月17日，星座：天蠍座，出身地：偉大的航路「萬國」。
夏洛特家族的第26個女兒（第57個子女），與毛比爾、瑪布爾、苗柯魯為龍鳳胎，親生父親為BIG MOM第26任丈夫，BIG MOM海賊團船員。
脖子上掛著圍巾，手臂粗大的女子，左手臂有花朵刺青。在家族與賓什莫克家的婚禮被魯夫一行人搗亂後，與手足們聽從歐本的指示聚集在可可島警備魯夫一行人。並未在動畫登場。
名字來源取自英文的楓糖浆（Maple syrup）。
夏洛特·蕨肯特（Charlotte Joconde，喬孔達）
聲優：牛田裕子（日本）；許淑嬪（台灣）
年齡：23歲，出身地：偉大的航路「萬國」。
夏洛特家族的第27個女兒（第59個子女），親生父親為BIG MOM第28任丈夫，BIG MOM海賊團船員。
戴著頭盔身形矮小的蓬蓬中長髮女子，使用武器是長矛，戰鬥的時候身上會穿著腳盔增加自身高度，不戰鬥的時候則騎著一匹跟她一樣戴著頭盔的長頸馬。擁有自己頭像的分艦。在家族與賓什莫克家的婚禮被搗亂後，與手足們聽從歐本的指示聚集在可可島警備魯夫一行人。
名字來源取自Joconde cake，一種海綿蛋糕。人設出自西班牙作家塞萬提斯的小說堂吉诃德裡的主角唐吉軻德。
夏洛特·潘娜（Charlotte Panna，旁娜）
年齡：21歲，出身地：偉大的航路「萬國」。
夏洛特家族的第28個女兒（第61個子女），親生父親為BIG MOM第30任丈夫，BIG MOM海賊團船員。
手上有著巨大熊爪裝飾的W型嘴的女子。在家族與賓什莫克家的婚禮被魯夫一行人搗亂後，與手足們聽從歐本的指示聚集在可可島警備魯夫一行人。未在動畫登場。
名字來源取自意式奶凍(panna cotta)，一種意大利甜品。
夏洛特·蕨斯卡邦波奴（Charlotte Joscarpone，喬絲卡絲波涅、喬斯卡波尼）
聲優：粗忽屋所澤店（日本）；連婉鈞（台灣）
種族：混血蛇頭族，年齡：20歲，生日2月27日，星座：雙魚座，出身地：偉大的航路「萬國」。
夏洛特家族的第29個女兒（第63個子女），與馬斯卡爾波奴為龍鳳胎，親生父親為BIG MOM第31任丈夫，BIG MOM海賊團船員。
留著深藍色中長髮，配戴頸環的女子，使用武器是薙刀與弓箭。為「憤怒軍團」中的一員，與軍隊圍攻魯夫，成功將魯夫和娜美活捉回蛋糕城堡。參加家族與賓什莫克家的婚禮，在家族與賓什莫克家的婚禮被搗亂後，與同胞哥哥一起攻擊被母親擊落的麗珠，反被她以毒踢中脖子，隨即被斯姆吉用能力解毒，蛋糕城堡倒塌後和卡塔克利與布璃叡率軍隊進攻千陽號，準備擒拿魯夫等人，曾和馬斯卡爾波涅試圖利用布璃叡的果實能力傳送點火的箭矢點燃千陽號，被魯夫及時制止。
名字來源取自馬斯卡邦尼奶酪(mascarpone)，但是把開頭的ma改成了jo（日文的「女」）。
夏洛特家十胞胎（女）（Charlotte Decuplets）
年齡：18歲，生日：12月2日，星座：射手座，出身地：偉大的航路「萬國」。
夏洛特家族的第30－34個女兒，與紐伊、紐基、紐桑、紐希、紐各為十胞胎，親生父親為BIG MOM第33任丈夫。
五姊妹皆綁著蝴蝶結，使用武器皆是鐮刀，都會六式中的月步。全員在家族與賓什莫克家的婚禮被魯夫一行人搗亂後，與手足們聽從歐本的指示聚集在可可島警備魯夫一行人，在魯夫逃出鏡面世界後開始圍攻魯夫與香吉士兩人。
名字後段「梅格」取自肉荳蔻（Nutmeg），32女除外的四個女兒名字前段分別取自春、夏、秋、冬，只有32女名字較為特殊，名字前段是英文的all，意思是包下所有季節的四季。此外，十胞胎的設計來源為香港電影十兄弟。
夏洛特·夏梅格（Charlotte Nutmeg，娜茲梅格、亞茲梅古）
聲優：一木千洋（日本）；許淑嬪（台灣）
夏洛特家族的第30個女兒（第70個子女），十胞胎排序最大的女性成員，BIG MOM海賊團船員。領口的蝴蝶結是紅色，特徵是過肩的長髮蓋住左眼，下半身穿牛仔短褲。曾抱著歐本手臂撒嬌。
名字前段取自日文的「夏天」（Natsu），與後段「梅格」合起來叫「夏天肉豆蔻」。
夏洛特·秋梅格（Charlotte Akimeg，雅琪梅格、亞紀梅古）
聲優：祖山桃子（日本）；詹雅菁（台灣）
夏洛特家族的第31個女兒（第71個子女），十胞胎的女性成員，BIG MOM海賊團船員。領口的蝴蝶結是黃色，特徵是頭頂捲起的沖天炮髮，胸口衣服有骷髏頭。
名字前段取自日文的「秋天」（Aki），與後段「梅格」合起來叫「秋天肉豆蔻」。
夏洛特·全梅格（Charlotte Allmeg，歐露梅格、歐爾梅古）
聲優：金子有希（日本）；連婉鈞（台灣）
夏洛特家族的第32個女兒（第72個子女），十胞胎的女性成員，BIG MOM海賊團船員。特徵是領口的蝴蝶結是淡藍色，特徵是膨大的卷髮。個性火爆，曾用鐮刀背面教訓自己同胞兄弟。
名字前段オール是英文的all，意思是包含所有季節，與後段「梅格」合起來叫「四季肉豆蔻」。
夏洛特·春梅格（Charlotte Harmeg，哈露梅格、哈露梅古）
聲優：關根有咲（日本）；連婉鈞（台灣）
夏洛特家族的第33個女兒（第73個子女），十胞胎最高大的女性成員，BIG MOM海賊團船員。亦比十胞胎的兄弟高大。領口的蝴蝶結綠色，特徵是過肩的雙馬尾及蓋住眼睛的劉海。
名字前段取自日文的「春天」（Haru），與後段「梅格」合起來叫「春天肉豆蔻」。
夏洛特·冬梅格（Charlotte Fuyumeg，芙優梅格、芙優梅古）
聲優：鹿野優以（日本）；許淑嬪（台灣）
夏洛特家族的第34個女兒（第74個子女），十胞胎排序最小的女性成員，BIG MOM海賊團船員。領口的蝴蝶結是紫色，特徵是過肩的辮子頭。
名字前段取自日文的「冬天」（Fuyu），與後段「梅格」合起來叫「冬天肉豆蔻」。
夏洛特·普琳（Charlotte Pudding（Purin），布琳）
聲優：澤城美雪、桑島法子〈代演，ep.856-863〉（日本）；許淑嬪（台灣）
種族：混血三眼族，年齡：16歲，生日：6月25日，身高：166公分，星座：巨蟹座，血型：XF型，出身地：偉大的航路「萬國」，喜歡的食物：生巧克力、布丁。
夏洛特家族的第35個女兒（第76個子女），親生父親為BIG MOM第35任丈夫。萬國裡掌管可可島巧克力鎮的「巧克力大臣」候補，BIG MOM海賊團船員。為夏洛特家族最受歡迎的妹妹排行榜第二名。同時擔任巧克力鎮咖啡店「焦糖」的店長，很喜歡製作巧克力的甜點料理，魯夫亦讚揚她製作的甜點很好吃。
留著褐色波浪長髮的美少女，平常習慣用瀏海遮蓋額頭的第3隻眼，似乎擁有能讀懂歷史本文的潛力，使用武器為手槍。童年因為三隻眼的外觀，飽受包含BIG MOM在內的眾人歧視和欺負，從此養成用瀏海遮掩額頭的第三隻眼的習慣，也間接造成普琳的個性變得扭曲，延伸成同時具備溫柔和善替他人著想與腹黑擅計、陰險狠毒的表演型人格障礙。在演技方面則十分精通，甚至能讓香吉士放下戒心好讓計畫執行順利，為夏洛特家族策劃殺害賓什莫克家族計畫的關鍵人物。與羅拉感情很好，是少數支持她離開萬國的姐妹。
超人系「記憶果實」能力者，可讀取、取出、替換、竄改指定對象的記憶。
初登場於魚人島篇結尾，對BIG MOM的貪食感到頭疼，也是第一位登場的子女。蛋糕島篇，因為家族欲和賓什莫克家聯姻達到結盟目的，被BIG MOM安排和賓什莫克家第3子香吉士進行聯婚。初次與魯夫見面時提到，見到香吉士便被其紳士風度和同樣對料理的熱誠所吸引，獲知香吉士因為希望和夥伴持續冒險而拒絕聯姻的真實心聲後，仍決定尊重對方的選擇，還表示自己若和對結婚感到後悔的人厮守會感到痛苦，所以無法將香吉士從伙伴身邊奪走，提供魯夫等人能避開BIG MOM的航路，私下與香吉士會面時所展現的「溫柔體貼」讓香吉士感動不已，進而正式求婚。
普琳在魯夫和娜美被囚禁的期間，告訴魯夫將在婚宴上殺死包括香吉士在內的賓什莫克家族之計畫。香吉士在為她送餐時被門所拒絕，便走向普琳房間的窗邊時，看到受傷的麗珠和開了第三眼的普琳，得知BIG MOM將在婚宴上將賓什莫克家族全部殺害，藉此取得杰爾馬66的複製人軍團和科學技術的消息，並且在賓什莫克家長女麗珠面前羞辱嘲笑香吉士的求婚是如何的悲哀與可笑，令香吉士聽聞後在雨中落淚，最後取走並竄改麗珠與她談話這段時間的記憶以隱藏自己本性的秘密。婚禮前晚與BIG MOM在房間討論麗珠一事，普琳謝過母親的關心後提到她已用麗珠試過柯爾特沃克轉輪手槍的成果，表示定可射穿杰爾馬如鋼鐵般的身軀，BIG MOM很高興的說出明天婚禮上的所有計畫：香吉士在揭開普琳的頭紗將吻誓約之吻時，將會首次也是最後一次看見普琳的第三眼，這時普琳會持手槍對準眉心把香吉士的頭打穿，這聲槍響將是信號，屆時BIG MOM的子女們會在大家尚未回過神的時刻，將香吉士的家人打成蜂窩，最後大家在婚禮會場上用蛋糕和紅茶慶祝她們的勝利。
婚禮期間，當香吉士揭開她的頭紗看見其第三隻眼時，非但沒有畏懼，反而讚嘆其眼瞳之美，令普琳驚愕地跪地哭泣，她的動搖導致暗殺賓什莫克家族的計畫跟著失控，結婚蛋糕倒塌時被香吉士帶著還在哭泣的她遠離該處。普琳向夏洛特家族佯稱對香吉士讚美她的眼睛一事視作恥辱，私下為了香吉士和草帽海賊團的安危，決定與雪紡製作出超乎美味的婚禮蛋糕，以企圖幫助「貪吃症」發作的BIG MOM恢復平靜並阻止其追殺草帽海賊團，隨後她便邀請雪紡和香吉士與其他廚師一同參與製造蛋糕的計劃。事成後普琳趁香吉士離開萬國前提出請求而吻向香吉士，但瞬即將親吻的記憶從香吉士的腦裡摘除，帶走這段記憶的膠卷獨自落淚。
根據扉頁連載《傑爾瑪66的無感情海遊記》，普琳對於香吉士的二哥尼吉士與弟弟約吉士欺負香吉士頗有不滿，在俘虜傑爾瑪66期間順勢教訓兩者為香吉士出氣。而後傑爾瑪66突襲救人期間遭到黑鬍子海賊團旗下的范·歐葛和青雉擄走，目前在黑鬍子船上監牢裡。
名字來源取自日語讀音的布丁；プリン（Purin）。
| 普琳的招式             | 普琳的招式 | 簡介 |
| 基本技                 | 延伸技 | 簡介 |
| ---------------------- | --- | ---- |
| 記憶果實 （メモメモの実）          | |      |
| 「剪輯」 （エディット）          | 將手伸進指定對象的頭部，可讀取指定對象的記憶，將指定記憶變得如膠卷般抽出指定對象的腦部，令被抽出該段記憶的對象喪失記憶。能力者還可自行創造記憶片段置入該對象的腦部，達成記憶竄改的效果。 |      |
| 「記憶絲線·倒敘」 （メモリーズフィル フラッシュバック） | 從掌心製造出操控記憶的線，沿途掃擊附近對象，被記憶絲線穿透身體的對象短時間內會猶如播放跑馬燈般，重覆以往的記憶（用在霍米茲身上時，則會重播靈魂原主人的記憶）陷入混亂狀態。               |      |
夏洛特·芙蘭佩（Charlotte Flampe，芙蘭珮）
聲優：齋藤千和（日本）；連婉鈞（台灣）
年齡：15歲，生日：2月11日，身高：170公分，星座：水瓶座，血型：S型，出身地：偉大的航路「萬國」，喜歡的食物：口香糖。
夏洛特家族的第36個女兒（第77個子女），親生父親為BIG MOM第36任丈夫。萬國里掌管花蜜島（Rokumitsu Island）糖蜜鎮（Nanamitsu Town）的「蜂蜜大臣」（Minister of Honey），為年紀最小的大臣，BIG MOM海賊團船員。為夏洛特家族最受歡迎的妹妹排行榜第1名。
留著綁成馬尾的深色長髮，穿著深色長袖與圓形吊帶褲的少女，這套穿著是BIG MOM在毀滅某個國家時得到的特殊裝置，裝配的氣球讓她吸氣時能夠令自己在身體充滿空氣的狀態漂浮在半空中，背上掛著一把長劍，擅長運用「無聲吹箭」遠程狙擊對手。個性刁蠻任性，恃寵而驕，喜歡嚼泡泡糖。自稱是家族裡最受所有兄長喜愛的妹妹之王，對卡塔克利有著幾近狂熱的崇拜，也是卡塔克利粉絲後援會團長暨特攻部隊隊長。為博得卡塔克利的好感而積極爭取戰鬥表現，對犯錯或辦事不力的部下則會用叉子刺傷他們藉此出氣。
出場於鏡中世界，在卡塔克利與魯夫交戰時，以「無聲吹箭」擊中魯夫的腿部，並以"渾身是血的骯髒猴子先生"和"腳步像出生小鹿"的等字眼不斷嘲諷，被察覺此事的卡塔克利訓斥不該干預這場決鬥，言明嘲笑魯夫等同嘲笑自己，也是首度看到卡塔克利的臉部全貌，並連同他的反應感到相當震驚及不滿，認為兄長在自己心目中的形象破滅，憤而將嘴裡的口香糖吐在卡塔克利臉上羞辱他，揚言要將露出臉部全貌的照片散布全國，但隨後她和其部下被卡塔克利和魯夫兩人爆發的霸王色霸氣嚇昏。
偕同BIG MOM和海賊團成員前往和之國，在上岸時「百獸海賊團」的KING襲擊隨讓整艘船艦落入海中，除了BIG MOM掉入瀑布中並飄至和之國境內，其餘成員因並未翻船而安然待在和之國近海。金色神樂當天得知與百獸海賊團結盟，對此並不在乎，更希望能博得海道的寵幸，爬上瀑布至高點時，又被原「白鬍子海賊團」的馬可踢下海。
名字來源取自法語將酒倒在料理上，然後點火讓酒精揮發掉的炙燒料理。人設可能是取自1964年羅爾德·達爾的同名小説查理與巧克力工廠角色，愛嚼口香糖的女孩薇拉·畢瑞葛雷。
夏洛特·威海絲（Charlotte Wafers，維哈絲、烏埃哈斯）
聲優：石橋桃（日本）；詹雅菁（台灣）
年齡：13歲，出身地：偉大的航路「萬國」。
夏洛特家族的第37個女兒（第79個子女），親生父親為BIG MOM第38任丈夫。
戴著類似日本防空頭巾的憂鬱少女。出場於蛋糕城堡內，為多爾崔和多拉吉說要殺亞娜娜一事向BIG MOM告狀。
名字來源取自英文的威化饼（Wafer）。
夏洛特·諾蔓德（Charlotte Normande，諾爾蔓德、諾爾曼德）
種族：混血小人族，年齡：10歲，出身地：偉大的航路「萬國」。
夏洛特家族的第38個女兒（第82個子女），親生父親為BIG MOM第41任丈夫。
背後有著蝴蝶翅膀的女孩。出場於蛋糕城堡內，正在兄長多夏的手掌上與蝴蝶玩耍。
名字來源取自英文的諾曼撻，來自於诺曼底地区的一種蘋果塔。
夏洛特·亞娜娜（Charlotte Anana，阿娜娜）
聲優：大空直美（日本）；連婉鈞（台灣）
年齡：8歲，生日：4月17日，星座：牡羊座，出身地：偉大的航路「萬國」。
夏洛特家族的第39個女兒（第85個子女），為BIG MOM最小的子女，親生父親為BIG MOM第43任丈夫。為夏洛特家族最受歡迎的妹妹排行榜第三名。
穿著淺粉色的裙子，有淺粉色的頭髮身材嬌小的女孩。性格瘋狂古怪，喜歡試刀，會拿刀割破年齡相仿的兄弟姊妹氣球，讓他們不滿的抱怨想要殺了她。出場於蛋糕城堡內，因為向主廚借不到菜刀切玩偶而向BIG MOM訴苦。與哥哥姐姐試圖解剖尼吉士與約吉市，被闖入的伊吉士掐住脖子。
名字來源取自法語的鳳梨（Ananas）。

### 戰鬥員
塔馬哥男爵（Baron Tamago，蛋蛋男爵）
聲優：麥人（日本）；孫中台（台灣）
種族：長腳族，年齡：46歲，生日：5月14日，身高：301公分，星座：金牛座，血型：XF型，出生地：偉大的航路，喜歡的食物：皇家奶茶、鴨仔蛋，霸氣：見聞色、武裝色。
BIG MOM海賊團戰鬥員「騎士」。懸賞金額：4億2,900萬貝里。
左眼已瞎有道傷疤，戴著墨鏡，身穿粉紅色西裝，下半身穿著蛋殼狀褲子（具有防止電流的功用），外貌像法國紳士的八字鬍的中年男子，頭上的帽子是熱飲，說話時經常會在語尾加上「SOIR」、「BON」等法文（最常說的是「午安」的單字）。由於其修長的腿型，還一度被索隆誤認為是法國圓規。
動物系「蛋蛋果實」能力者，會出現塔馬哥男爵→雛鳥子爵→公雞伯爵3種重生型態反覆循環。當他被劈開身軀後就會孵化出「雛鳥」，然後隨著自身被擊破的次數遞增力量，進化成擁有過人力量的公雞，但需要些許時間才能使型態完成轉變，且無法像一般動物系那樣隨意變化型態。武器是一把拐杖劍，同時是一名踢技高手。
5年前來自佐烏的傑波和佩特羅行經BIG MOM領地欲竊取歷史本文的時候，和佩特羅展開對決，被佩特羅砍傷而失去左眼落敗。佩特羅則因為自剜左眼謝罪和波哥姆斯居中求情，付出50年壽命的代價才撿回一命離開BIG MOM領地。
在魚人島和BIG MOM利用電話蟲通訊的時候，提到海賊團被「船長」基德擊沉旗下兩艘海賊船，造成巨大損失，試圖說服BIG MOM接受魯夫等人用財寶賠償吃掉甜點的損失，反被BIG MOM斥責辦事不力。
在寶物房裡加強警備保護歷史本文等待佩特羅的到來，後和佩特羅再度相逢展開對決，被其持劍劈成兩半，啟動果實能力意圖擊敗對方，反被佩特羅點燃事先設置的火藥引起大規模爆炸反將一軍。而佩特羅則被喬巴救走，但塔馬哥男爵誤以為佩特羅已經葬身在爆炸中。茶會婚禮期間，塔馬哥男爵一直在外面作為守衛，在玉寶箱爆炸後，與波哥姆斯一起向夏洛特家的兄弟姐妹們匯報了自己所了解的情況。
- 蛋鬆餅火腿：以自己上半身為中心，雙腳快速旋轉踢擊，趁敵人不備之時往臉部重擊。

名字「塔馬哥」取自日文的「蛋」和英国皇室的男爵爵位。人物原型則來自於英国著名女侦探小说家阿加莎·克里斯蒂笔下的大侦探赫丘勒·波洛。果實能力設計來源為知名哲學問題先有雞還是先有蛋。
波哥姆斯（Pekoms）
聲優：飛田展男（日本）；宋克軍（台灣）
種族：獅子種純毛族，年齡：27歲，生日：4月11日，身高：232公分，星座：白羊座，血型：S型，出生地：佐烏「摩科莫公國」，喜歡的食物：魚人島的點心、巧克力鎮的巧克力，霸氣：見聞色、武裝色。
BIG MOM海賊團戰鬥員，前「諾克斯海賊團」成員。懸賞金額：3億3,000萬貝里。
身穿粉紅色西裝，帶著墨鏡的青年男子，說話時語尾會加上「嘎喔」，自稱「大爺」，雙手時常保持guts pose狀態，外表凶惡但眼鏡下的真面目卻是豆豆眼，被魚人島居民直呼「生氣起來很可愛」。雖以任務為重，但亦重視感情。被魯夫將其名字誤唸成「波哥蝮蛇」。
動物系「龜龜果實」能力者，龜殼的硬度可比擬鑽石，故能在被攻擊時能弱化承受的傷害。僅以一拳就輕易打飛了「濕髮」格列佛，擁有純毛族特有技能「月亮獅子」，但不善於控制。
原本在佐烏居民眼裡是出名的壞孩子，偕同結義大哥佩特羅、傑波結成「諾克斯探險隊」出海，結果因為追尋世界歷史本文遭世界追逐誤成通緝犯，由於探險隊出現傷員，佩特羅轉而委託波哥姆斯帶領剩餘的探險隊成員，波哥姆斯在誤闖BIG MOM領地被救一命後加入BIG MOM旗下，並在5年前意外和佩特羅、傑波舊友重逢，而後佩特羅和傑波偷取BIG MOM的歷史本文時失敗被擒，傑波被迫玩BIG MOM的轉輪遊戲遭抽取全部壽命身亡，BIG MOM要佩特羅代替傑波償還70年的壽命，波哥姆斯為了保住佩特羅向BIG MOM求情，BIG MOM念於情份而抵銷了10年。
多雷斯羅薩事件落幕後，奉命追拿凱薩和草帽海賊團而抵達故鄉佐烏，卻意外從故鄉居民口裡得知草帽海賊團從四皇百獸海賊團手下拯救佐烏的實情，為感謝草帽海賊團不惜承擔任務失敗的風險，決定僅捉拿凱薩放過草帽海賊團，結果被與其同行的培基從背後用能力重傷，向草帽海賊團透露香吉士的真實身世和BIG MOM決定與賓什莫克家聯姻的經過。
而後被魯夫帶走前往圓蛋糕島，在千陽號上被培基所抓，顧於自己身為BIG MOM旗下成員，拒絕參與培基對抗BIG MOM的計劃，失蹤前刻意留下警告提醒草帽海賊團，本人被培基滅口一槍擊落懸崖，被吉貝爾的夥伴暗地救起養傷。事後向BIG MOM稟報太陽海賊團逃走的消息，之後又抓住布璃叡幫助魯夫逃出鏡面世界，並試圖以「月獅子」型態突圍，但被歐本擊落地面，遭BIG MOM旗下成員與十胞胎子女圍攻而生死未知。
名字前段「波哥」取自日語的「肚子餓」。後段的「姆斯」則是取自日語的慕斯。
波比（Bobbin，波賓）
聲優：代永翼（日本）；符爽（台灣）
BIG MOM海賊團戰鬥員「主教」，外號「討債者」（Sweeper），懸賞金額：1億550萬貝里。
戴著綴毛禮帽與圓眼三角鼻的面具罩，說話搖頭晃腦的矮小男子，獨特笑聲是「啵唷唷」。主要負責處理善後和討伐工作的殺手，武器為背上背著的一把巨型彎刀。疑似能力者，能力不詳，能夠讓周圍的人陷入沉睡，可以通過催眠控制人的身體和詢問自己想知道的問題。
在魚人島事件後，到圓蛋糕島上對BIG MOM稟報某個擅長烘培的國家繳納不出甜點被他縱火毀滅的消息。在托特蘭的茶會開始前因將星慨烈卡被打倒，組成團隊前來向魯夫報仇，與團隊成功將魯夫擊敗並將他帶走。在囚人圖書室觀看著被囚禁的魯夫與BIG MOM的通話中槓上。
後在巡查城內時發現香吉士，趁著香吉士思考事情的時候，未經同意想吃其準備的便當，被香吉士踢了一腳但無大礙，而在城裡引起騷動，為了獨自善後兼追捕香吉士，遂利用能力讓因騷動趕來的士兵們陷入沉睡狀態，結果被即將謀反的培基一夥偷襲中彈昏迷。
名字來源取自日文的「裁縫」。形象参考自爱丽丝梦游仙境中的柴郡猫和猫头鹰。果实能力参考自施展催眠术使用的怀表以及催眠术。

### 其他成員
蘇特羅慎（Streusen，修特洛伊珍）
聲優：壤晴彦（日本）；宋克軍（台灣）
年齡：92歲，生日：4月27日，身高：140cm，星座：金牛座，血型：S型，出身地：偉大的航路，喜歡的食物：烤蘋果奶酥。
BIG MOM海賊團總主廚兼創始成員，莉莉的搭檔，外號「美食騎士」（Gourmet Knight）。外貌是個身材矮胖，蓄著白色鬍鬚，戴著粉紅色帽子的尖鼻男子，擅長唱歌劇。
超人系「吃吃果實」能力者，能將世界所有被其碰觸的事物變成食材，但是物品變成的食物僅能充飢而不美味，此外還可以配合短劍使用。
原本是一名海賊兼廚師，但因生涯被毀而流浪至羔羊之家成員們駐留的島嶼，故事中第二部的62年前親眼目擊BIG MOM與卡爾梅露和羔羊之家孩童們發生事故的景象，之後主動提議和BIG MOM攜手合作。
在香吉士和普琳的婚禮開始前，指揮其部下合力製作婚禮蛋糕。在城堡即將倒塌時，運用能力將城堡變成奶油蛋糕，令眾人逃過一劫，但自己重摔昏迷。
名字由來取自糖粉奶油細末。
迪哲爾（Diesel）
聲優：魚建（日本）；符爽（台灣）
BIG MOM海賊團成員，外貌像煙囪火車頭，可藉著轉動身側的輪子增加跑速。
茶會開始前3天時正在襲擊某座島，奪取麵粉。後於在鏡面世界奉布璃叡命令解決凱洛特和喬巴，試圖逃出鏡面世界報告布璃叡等人落敗的消息，結果被忽然出現的凱洛特矇住雙眼而撞牆倒地，被迫幫助喬巴和凱洛特協助尋找夥伴。
名字來源取自英語的柴油機車。
下顎大臣
聲優：增谷康紀（日本）；符爽（台灣）
BIG MOM海賊團成員，有著很寬下顎，深眼影的男子。在BIG MOM「貪吃症」發作而在甜點城鎮暴走與其他大臣討論如何阻止BIG MOM。

聲優：服巻浩司（日本）；宋克軍（台灣）
BIG MOM海賊團成員，疑似是鱷魚「歡樂友人」的男子。在BIG MOM「貪吃症」發作而在甜點城鎮暴走與其他大臣討論如何阻止BIG MOM。在蛋糕城堡崩塌後，隨同卡塔克利埋伏在千陽號，後回到蛋糕城堡警備。
縱頭大臣
聲優：荒井聡太（日本）；宋克軍（台灣）
BIG MOM海賊團成員，縱頭般的男子。在BIG MOM「貪吃症」發作而在甜點城鎮暴走與其他大臣討論如何阻止BIG MOM。
女大臣
聲優：佐佐木愛（日本）；詹雅菁〈ep.788-789〉→連婉鈞〈ep.858〉（台灣）
BIG MOM海賊團成員，帶著一頂條紋帽子，穿著紅色禮服，白色長髮的女子。在BIG MOM「貪吃症」發作而在甜點城鎮暴走與其他大臣討論如何阻止BIG MOM。在蛋糕城堡崩塌後，於首都接受各方戰況報告並轉傳達給蒙德爾。
茄子士兵（Eggplant Soldier）
聲優：高塚正也（日本）；孫中台（台灣）
負責照顧並監視新郎香吉士起居的士兵，說話時的語尾帶有「茄」。但結果他躺在香吉士床上呼呼大睡，完全沒有把香吉士外出的消息上報，讓別人以為那是香吉士在那裡睡覺並沒有逃跑。
飛刀手
聲優：荒井聡太（日本）；孫中台（台灣）
BIG MOM海賊團成員，帶著一頂藍色兔耳形狀帽子，在動畫版中與被誤植為夏洛特·葛拉的另一名BIG MOM海賊團成員一同追擊魯夫後遭擊敗。

### 歡樂友人
歡樂友人（Homies，霍米茲）是透過BIG MOM的靈魂果實能力而誕生的擬人化生命產物（可放在植物、動物、礦物、食物、生活用品裡）。
BIG MOM直屬的歡樂友人
因為是BIG MOM直接置入自己靈魂的生命產物，等同BIG MOM的化身，所以力量較其餘歡樂友人強大。
雙角帽拿破崙（Bicorne Napoleon）
聲優：水島裕（日本）；符爽（台灣）
生日12月2日，星座：射手座，身高：848cm以上（劍形態），出生地：偉大航路，喜歡的食物：BIG MOM的靈魂。
是擁有骷髏圖案的雙角帽，可變成軍刀歡樂友人，是原本三個BIG MOM專屬歡樂友人中最後誕生的，性格比較怕生。BIG MOM用其使出艾爾帕布烈槍「威國」，本身也可以主動變成劍攻擊或是延伸劍身，具備電話蟲的功能可以接收電波。和之國篇因為BIG MOM失憶感到不知所措而裝睡。
名字來源自法兰西第一帝国的开国皇帝拿破仑·波拿巴和同名点心法式千层酥以及白兰地等级之一的拿破仑干邑。
普羅米修斯（Prometheus）
聲優：水島裕（日本）；宋克軍（台灣）
生日：7月19日，身高：239cm以上，星座：巨蟹座，出身地：偉大航路，喜歡的食物：火。
是由火焰變成的「太陽」歡樂友人，常在BIG MOM的左手，性格比較激烈。能發熱噴火甚至變成超巨大太陽的熱能，可附著於BIG MOM頭髮上及拿破崙劍身提升攻擊力，亦能承載BIG MOM但移動得很緩慢。不怕武裝色霸氣，只怕水。和之國篇金色神樂當天在BIG MOM追擊喬巴和騙人布後，僅接著出現發現娜美、凱洛特、小忍，對娜美表示「你這個拐走宙斯的女人」，並開始追擊。BIG MOM用它與馬可的不死鳥之炎對轟，不敵其反而受到傷害。
後它和宙斯及拿破崙一同在BIG MOM的控制下與罪惡世代等五人交戰，由於宙斯一度遭到羅囚禁，導致BIG MOM被拋出鬼島，之後被它和拿破崙所救，普羅米修斯向BIG MOM嫌棄了宙斯，覺得總是派不上用場。隨後它向BIG MOM提出一個特別的請求（想要一個女朋友）。BIG MOM後來答應了普羅米修斯的願望，另外再用自己的靈魂創造了赫拉。
名字來源自希臘神話中創造人類和盗取天火的神明普羅米修斯。角色設計來源自童话北風與太陽。
宙斯（Zeus）
聲優：水島裕（日本）；孫中台（台灣）
生日：6月26日，身高：232cm以上，星座：巨蟹座，出身地：偉大航路，喜歡的食物：娜美制作的雷雲。
是由水蒸汽變成的「雷雲」歡樂友人，常在BIG MOM的右手，性格比較散漫。能打雷閃電，是BIG MOM的專屬坐騎，能載BIG MOM快速飛行，也可以當作椅子，甚至能影響附近海域的天氣。特別喜歡吃娜美的「黑球」，多次被娜美利用來反擊BIG MOM，體積縮小後被帶走住進娜美的魔法天候棒裡，成為娜美的僕人。和之國篇被BIG MOM回收，再度成為BIG MOM的坐騎，並用它來攻擊罪惡世代等五人。後來因為因為五人的聯手，想出將BIG MOM與海道分隔的作戰計畫，於是宙斯遭到基德關在金屬製的箱子當中。由於BIG MOM被打下鬼島的過程當中，遭到基德困住而未能伸出援手，屢次的失敗加上普羅米修斯向BIG MOM獻上讒言，導致BIG MOM製作出新的歡樂友人赫拉來取代自己。儘管脫困後如願找到BIG MOM，也同時找到了娜美，卻因為發現赫拉而震驚。此時不管BIG MOM還是娜美都已不再接受它，BIG MOM甚至要求赫拉吃掉自己。向BIG MOM求饒無效之後，轉而向娜美道歉，承認自己的軟弱。嘗試為娜美等人爭取逃跑時間，尚未來得及施展雷電即遭到BIG MOM破壞身體，由於身受重傷，即使娜美製造雷雲給它吃也無濟於事，險遭赫拉吃掉並吸收體內的BIG MOM靈魂之際，意外被塞進娜美的天候棒並與之融合。
名字來源自希臘神話的天神宙斯。角色設計來源自童话北風與太陽。
赫拉（Hera）
聲優：嘉數由美（日本）；連婉鈞（台灣）
生日：3月17日，星座：雙魚座，身高：212cm以上，出生地：和之國 鬼島，喜歡的食物：宙斯前輩。
BIG MOM海賊團船員。是由水蒸汽變成的「雷雲」女性歡樂友人，常在BIG MOM的右手，性格比較驕傲。是BIG MOM在和之國金色神樂當天依照普羅米修斯請求製作出來，用以取代宙斯應對接下來的戰事。初誕生時已能夠在BIG MOM運用之下，與普羅米修斯和拿破崙一起施展威力強大的合體招式。在遇到宙斯之後，接受BIG MOM指示，雖然嘴裡尊稱宙斯為前輩，但卻要將宙斯吃掉，藉此吸收宙斯裡的BIG MOM靈魂來增強自己。
名字來源自希臘神話的天后赫拉。
靈魂化身（Incarnations）
聲優：高塚正也（日本）
直屬BIGMOM的歡樂友人，外型是提著籃子的黑色人形靈魂，負責收集萬國居民每半年支付一次的一個月壽命當作保護費。能夠通過靈魂咒語來提取別人的靈魂，他們足夠聰明，能夠進行人類說話和理解基本命令。
女王·媽媽·聖歌號（Queen Mama Chanter）
聲優：平井啟二（日本）；符爽（台灣）；簡懷甄（香港）
BIG MOM海賊團的主船，巨大海賊船歡樂友人，其船頭時不時就會唱歌，比一般海賊船還大好幾十倍。因船體過大而時常遭受砲擊，卻很快被修復完全。在登入和之國時，曾兩次被KING及馬可踢落瀑布。
跟在普琳身旁的歡樂友人
果凍尼特洛（Nitro）
聲優：粗忽屋東品川店（日本）；宋克軍（台灣）
果凍的歡樂友人，會抽雪茄，可以用流動身體束縛住人。
外型設計來源自飛天小女警的阿米巴幫（The Amoeba Boys）。
毛毯拉賓（Rabiyan）
聲優：岡本寛志（日本）；符爽（台灣）
毛毯的歡樂友人，會在天空飛，可以載著少數的人飛行。
角色設計來源自一千零一夜里主人公阿拉丁所乘坐的魔毯。
藍道夫（Randolph）
聲優：粗忽屋東品川店（日本）；宋克軍〈ep.797〉→孫中台〈ep.799-815〉（台灣）
BIG MOM海賊團成員，外號「鶴騎士」（Crane Rider）。外型外穿著騎士裝的「兔子」的歡樂友人，武器是一把三叉戟。個性沈默寡言，常將錯誤推給鶴坐騎。
茶會開始前3天時正在襲擊某座島，奪取新鮮水果準備一起參與為普琳的婚禮準備儀式。後來於誘惑森林與布璃叡襲擊娜美與魯夫等人，在鶴坐騎被打暈之後，將手中的三叉戟扔了出去，但沒有打中草帽海賊團，反而打中了誘惑森林中的路標巨人潘德，相當聽從慨烈卡的命令。後來在鏡面世界奉布璃叡命令解決凱洛特和喬巴，結果被凱洛特施展「電光月神」的電擊重傷敗北。
角色設計來源自童话愛麗絲夢遊仙境里的兔子。名字取自于哈布斯堡王朝的国王鲁道夫二世。
鶴（Crane）
聲優：粗忽屋西神戶店（日本）；連婉鈞〈ep.797〉→符爽〈ep.799-812〉（台灣）
藍道夫的坐騎，鶴的歡樂友人。名字取自于仙鹤。
（Noble Croc）
聲優：荒井聡太（日本）；宋克軍〈ep.791〉→孫中台〈ep.811-815〉（台灣）
生日10月17日，星座：天秤座，出身地：偉大的航路「萬國」。
一隻大型長吻鱷的歡樂友人。在魯夫等人經過誘惑森林搭建在果汁河川的甜甜圈橋時，突然從河裡冒出咬斷甜甜圈橋，但因為對人類沒興趣隨即轉身離開。後於鏡面世界奉布璃叡命令解決凱洛特和喬巴，結果因一時大意被怪物型態的喬巴趁隙拋摔至地面敗北。
形象参考自DC漫画蝙蝠侠里反派之一的杀手鳄。
誘惑森林（The Seducing Woods）
能夠自主移動迷惑敵人的花草樹木、土地山坡、糖果餅乾的歡樂友人。會聽從BIG MOM及其子女的命令困死敵人。位於圓蛋糕島的西南海岸。
古樹王（Kingbaum）
聲優：藤原貴弘（日本）；宋克軍（台灣）
生日：7月13日，身高：2340cm，星座：巨蟹座，出身地：偉大的航路「萬國」，喜歡的食物：水。
一棵年長巨木的歡樂友人，為「誘惑森林主人」。有個同為樹木歡樂友人的未婚妻樹小姐。奉命困住娜美與魯夫等人，但反被娜美使用羅拉送給她的BIG MOM生命紙反制，轉而帶領娜美與魯夫抵達BIG MOM舉辦婚宴的領地，卻被隨同「憤怒軍團」討伐魯夫與娜美的亞蔓德刻意緩慢地砍成兩半，不久自行設法縫合。其後現身幫助逃離婚禮現場的魯夫等人逃脫BIG MOM的追擊，因為娜美得知其未婚妻存在而激勵古樹王的逃生意念，最後連同其他森林裡的歡樂友人被普羅米修斯以熱能燃燒殆盡。形象参考自迪士尼的动画电影花与树里的反派枯木。
樹小姐（Lady Tree）
聲優：鹿野優以（日本）；連婉鈞（台灣）
樹木的歡樂友人，古樹王的未婚妻，稱呼古樹王為「小古」。形象参考自迪士尼动画电影树与花。
餅乾士兵（Biscuit Soldiers）
是慨烈卡用果實能力製造出來的士兵，有部分餅乾士兵透過BIG MOM的能力在圓蛋糕島內用來負責監視作用。形象参考自点心姜饼人。
棋子戎兵（Chess Soldiers）
西洋棋的歡樂友人，BIG MOM海賊團最基本的士兵，實力不弱，布魯克的靈魂能力能克制它們，地位從低到高分別為：兵（Pawn Soldiers）（持刺槍）主教（Bishop Soldiers）（持弓箭）、騎士（Knight Soldiers）（持劍）、城堡（Rook Soldiers）（持槍）、皇后（Queen Soldiers）（持兩刃薙刀）、國王（King Soldiers）（持兩把刀）。
角色設計來源自愛麗絲夢遊仙境的撲克牌僕人。
餡餅坦克（tart tanks）
小型的自動坦克車歡樂友人，可以自己瞄準攻擊敵人。
餡餅炸彈（cannonballs）
能夠說話、控制方向的炸彈歡樂友人。但也會受敵人的話術影響。
糖果海蟲（Ame Umiushi(Candy Sea Slug)）
用糖漿製造在水上游泳的巨大海蟲。被BIG MOM注入靈魂變成「歡樂友人」。能緩慢地在海面上移動，也可以掀起大海嘯。
糖果青蛙（Dark-Spotted Candy Frog）
用糖漿製造在水上游泳的巨大青蛙。被BIG MOM注入靈魂變成「歡樂友人」。能快速在海面上移動。
霍米茲（Homitz）
和之國鬼島上的巨大海綿。在和之國被BIG MOM注入靈魂變成「歡樂友人」，被下令抓住娜美等人，在魯夫大鬧時，被娜美和凱洛特趁機反擊。
形象参考自日本妖怪里的涂壁和唐伞小僧以及器物化成的妖怪付丧神。

### 聯姻勢力
BIG MOM的子女與世界各地的勢力聯姻，讓其成為旗下勢力。
太陽海賊團
夏洛特家族第21女普萊麗芮與太陽海賊團副船長阿拉丁聯姻，並由船長吉貝爾帶領加入，讓魚人島成為旗下領地。之後吉貝爾在茶會的結婚典禮上宣布脫離旗下，不久後他本人加入草帽海賊團。
火戰車海賊團
夏洛特家族第22女雪紡與火戰車海賊團船長培基聯姻，並誕下一子，在茶會時間獲得戰鬥員「城堡」的稱號，且全權負責護衛工作，但其與草帽海賊團合作，並於四皇BIG MOM暗殺計畫失敗後脫離旗下。
爾馬66
夏洛特家族第35女普琳與賓什莫克家族三男香吉士聯姻，後因發現BIG MOM海賊團企圖黑吃黑，從而決裂。

### 來源
1. ↑  . ONE PIECE.com. 2017-04-23  [2017-04-23]. （原始内容存档于2017-04-23）.
2. 1 2 3 4 5 6 7 8 9 10 11 12 13 14 15 16 17 18 19 20  BOOSTER SET 「四皇」ビッグ・マム海賊団!!
3. ↑  《ONE PIECE》漫畫第957話。
4. ↑  . ONE PIECE.com. 2018-02-05  [2018-02-05]. （原始内容存档于2018-02-05）.
5. ↑  . ONE PIECE.com. 2017-11-03  [2017-11-03]. （原始内容存档于2017-11-07）.
6. 1 2 3 4 5 6 7 8 9 10 11 12 13 14 15 16 17  《ONE PIECE》漫畫第930話。
7. 1 2 3 4 5 6 7 8  《ONE PIECE》漫畫第934話。
8. 1 2 3 4 5 6 7 8 9 10  《ONE PIECE》漫畫第981話。
9. ↑  . ONE PIECE.com. 2017-07-07  [2017-07-07]. （原始内容存档于2017-10-23）.
10. ↑  《ONE PIECE》漫畫第983話。
11. ↑  《ONE PIECE》漫畫第1026話。
12. 1 2 3 4 5 6 7 8 9  《ONE PIECE》動畫第923話。
13. ↑  《ONE PIECE》漫畫第873話。
14. ↑  《ONE PIECE》漫畫第871話。
15. ↑  《ONE PIECE》カラー版
16. ↑  《ONE PIECE》漫畫第854話。
17. 1 2  《ONE PIECE》漫畫第897話。
18. ↑  《ONE PIECE》漫畫第902話。
19. ↑  漫畫第1064話的扉頁，同時連結該話故事
20. ↑  《ONE PIECE》漫畫第982話。